# ژاپن در جنگ جهانی دوم

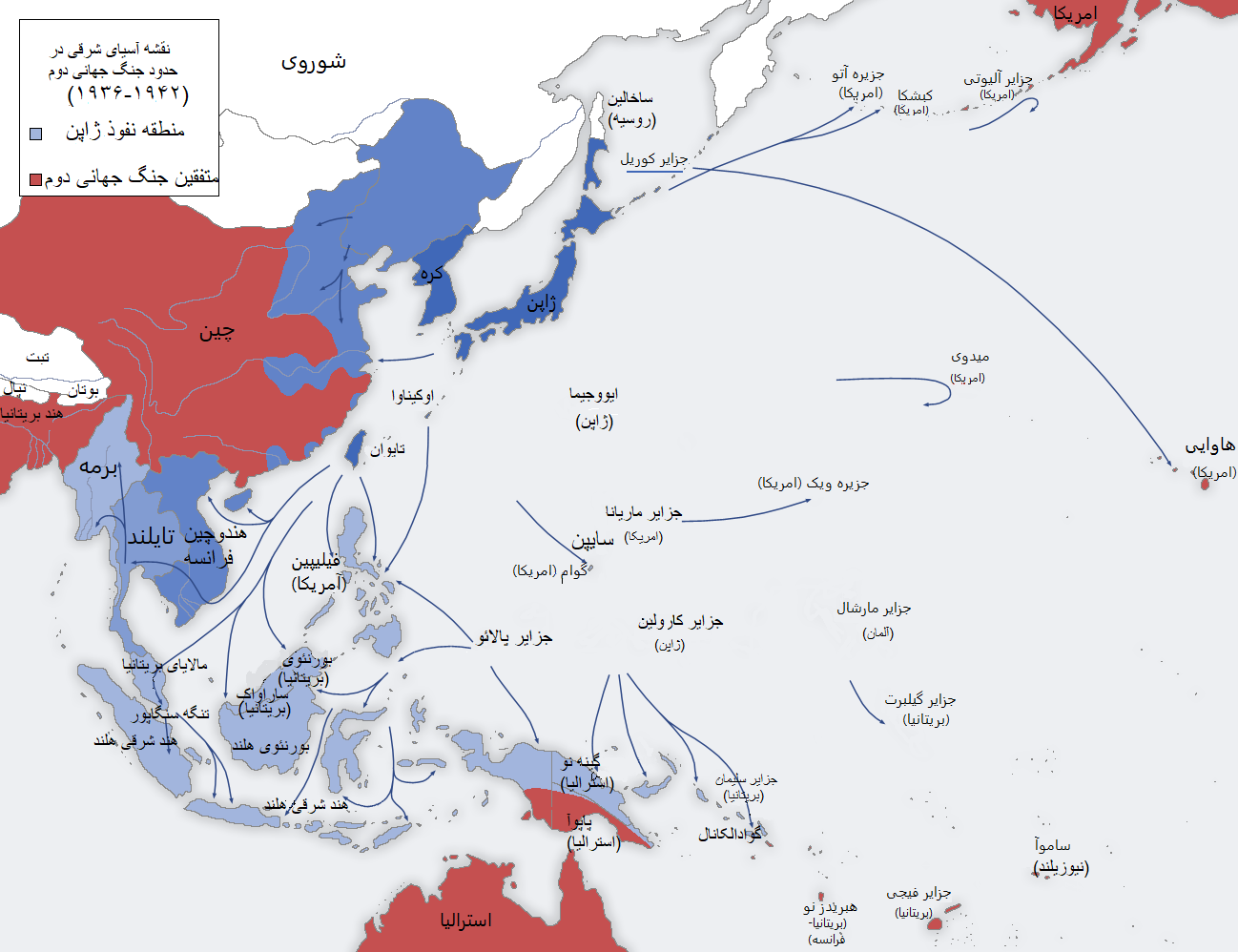
نقشه جنگ اقیانوس آرام از سال ۱۹۳۷ تا ۱۹۴۲ میلادی. برای بهتر دیدن نقشه بر روی آن کلیک کنید.
۱۹۳۶ منطقه نفوذ ژاپن: ژاپن تایوان، کره
۱۹۴۰ منطقه نفوذ ژاپن: دسامبر شمال چین مانچوکوئو (منچوری سابق)، ژوئیه هندوچین فرانسه (شامل کشورهای ویتنام، کامبوج، لائوس و بخشی از چین کنونی)
۱۹۴۰ منطقه نفوذ ژاپن: دسامبر تایلند شمالی
۱۹۴۰ منطقه نفوذ ژاپن: مارس میانمار (برمه)، هند شرقی هلند (اندونزی کنونی)
۱۹۴۱ منطقه نفوذ ژاپن: دسامبر فیلیپین مشترک‌المنافع، مالایای بریتانیا (شامل مجموعه‌ای از ایالات در شبه‌جزیره مالایا و همچنین سنگاپور کنونی)، گینه نو (مستعمره استرالیا)
۱۹۴۲ منطقه نفوذ ژاپن: بورنئوی بریتانیا (اکنون کشور برونئی، دو ایالت متعلق به مالزی شرقی، صباح و ساراواک و قلمروی فدرال مالزی لابوآن)

ژاپن در جنگ جهانی دوم به موضوعات و رویدادهای مرتبط با امپراتوری ژاپن و جنگ جهانی دوم اختصاص دارد. گسترش قلمرو امپراتوری ژاپن در شرق آسیا از سال ۱۹۳۱ با حمله به منچوری در شمال شرقی چین آغاز شد و در سال ۱۹۳۷ با حملهٔ گسترده‌تر به چین ادامه یافت. در ۲۷ سپتامبر ۱۹۴۰، امپراتوری ژاپن پیمان سه‌جانبه را با آلمان و ایتالیا امضا کرد و وارد اتحاد نظامی موسوم به «نیروهای محور» شد. ایالات متحده آمریکا که می‌خواست توسعه‌طلبی امپراتوری ژاپن را مهار کند و آن را مجبور کند تا نیروهایش را از منچوری و چین عقب براند، علیه این کشور تحریم‌های اقتصادی وضع کرد. امپراتوری ژاپن که با کمبود شدید نفت و سایر منابع طبیعی روبرو بود، تصمیم گرفت به نیروهای آمریکا و بریتانیا در آسیا حمله کند و منابع طبیعی در جنوب شرق آسیا را متصرف شود. امپراتوری ژاپن در روز ۷ دسامبر سال ۱۹۴۱ به ناوگان اقیانوس آرام ایالات متحده در پرل هاربر، هاوایی حملهٔ ناگهانی کرد و آمریکا نیز در پاسخ اعلان جنگ داد. پس از حمله به پرل هاربر، امپراتوری ژاپن به موفقیت‌های بسیاری در زمینه نظامی دست یافت. ماه دسامبر ۱۹۴۱، گوآم، جزیره ویک و هنگ کنگ به دست ژاپنی‌ها افتاد و در نیمه نخست سال ۱۹۴۲ فیلیپین، هند شرقی هلند (اندونزی)، مالایای بریتانیا (مجموعه‌ای از ایالات در شبه‌جزیره مالایا و سنگاپور) به سلطه آن‌ها درآمد. نیروهای ژاپنی همچنین به تایلند بی‌طرف نیز حمله کردند و رهبران آن را تحت فشار قرار دادند تا به آمریکا و بریتانیا اعلان جنگ دهند. در اواسط سال ۱۹۴۲ نیروهای استرالیایی و نیوزیلند در گینه نو و نیروهای بریتانیایی در هند توانستند پیشروی ژاپنی‌ها را متوقف کنند.
نقطه عطف در جنگ اقیانوس آرام با پیروزی نیروی دریایی ایالات متحده در نبرد میدوی در ژوئن ۱۹۴۲ رقم خورد. ناوگان ژاپنی متحمل خسارات سنگینی شد و عقب‌نشینی را آغاز کرد. نیروهای متفقین به آرامی به برتری دریایی و هوایی در اقیانوس آرام دست یافتند و جزیره به جزیره تصرفات امپراتوری ژاپن را پس گرفتند. با اینکه در اغلب این نبردها، تلفات قابل توجهی به ژاپنی‌ها وارد می‌شد اما آنها تا سال ۱۹۴۵ با موفقیت از مواضع خود در سرزمین اصلی چین دفاع کردند.
ماه اکتبر ۱۹۴۴، نیروهای آمریکایی شروع به پس گرفتن فیلیپین از نیروهای ژاپنی کردند که تا ماه اوت ۱۹۴۵ به اتمام رسید. همان سال، نیروی هوایی ایالات متحده بمباران راهبردی علیه ژاپن را آغاز کرد. بریتانیا مجدداً بر میانمار مسلط شد. اوایل سال ۱۹۴۵، نیروهای آمریکایی در حملات ایوو جیما (فوریه) و اوکیناوا (آوریل)، جزایری با اهمیت راهبردی در سواحل جزایر خانگی ژاپن، ژاپن را متحمل خسارات سنگینی نمودند. نیروهای آمریکایی اوکیناوا را اواسط ژوئن ۱۹۴۵ فتح کردند.
روز ۶ اوت ۱۹۴۵، نیروی هوایی آمریکا شهر هیروشیما در ژاپن را مورد بمباران اتمی قرار داد. ساعات اولیه روز ۹ اوت، اتحاد جماهیر شوروی با حمله به منچوری در چین که تحت اشغال ژاپن بود، جنگ بین دو کشور را آغاز کرد. همان روز آمریکا بمب اتمی دیگری را این بار به شهر ناگاساکی در ژاپن پرتاب کرد. پس از توافق ژاپن برای تسلیم، در ۱۵ اوت ۱۹۴۵، نیروهای آمریکایی شروع به اشغال ژاپن کردند. امپراتوری ژاپن روز ۲ سپتامبر ۱۹۴۵ رسماً در عرشه نبردناو میزوری تسلیم آمریکا، بریتانیا و اتحاد جماهیر شوروی شد. پس از جنگ جهانی دوم، جنبش‌های قومی و استقلالی در سراسر جهان به ویژه در آسیای جنوب شرقی رخ داد و کشورها یکی پس از دیگری استقلال خود را اعلام کردند.

## وضعیت ژاپن پیش از جنگ جهانی

### سیاسی-نظامی
پس از پایان دوران انزوا، ژاپن از بدل شدن به مستعمره در واهمه بود و تمایل به پیوستن به جرگه قدرت‌های غربی، از جمله توسعه‌طلبی در چین و دیگر مناطق ضعیف از نظر قدرت اما غنی از منابع داشت. تولد دوباره ژاپن بر مبنای الگوهای غربی صورت پذیرفت و این کشور در سال ۱۹۰۰ در سرکوب شورش مشتزن‌ها در چین که جنبشی ضد استعماری بود، به قدرت‌های غربی پیوست. به هر صورت در نهایت قدرت‌های غربی نخواستند آنچه ژاپن خود را لایق آن احساس می‌کرد به این کشور اعطا کنند. هنگامی که امپراتوری ژاپن در پایان جنگ جهانی اول برای جامعه ملل شرط گذاشتن بند پیشنهاد برابری نژادی را درخواست کرد، اعضای سفیدپوست از پذیرفتن چنین پیشنهادی امتناع کردند. در پیمان دریایی واشینگتن در سال ۱۹۲۲، قدرت‌های جهانی محدودیت‌های تسلیحاتی دریایی را در اقیانوس آرام برقرار نمودند. امپراتوری ژاپن با پذیرفتن نسبت نابرابر تسلیحات دریایی در برابر آمریکا و بریتانیا، دوباره تحقیر شد. همچنین وضع مجموعه‌ای از قوانین نژادپرستانه در آمریکا که تقسیم‌بندی نژادی را اعمال و شهروندان ژاپنی را از داشتن تابعیت، مالکیت زمین و مهاجرت منع می‌کرد موجب کینه و خشم بیشتر ژاپنی‌ها شد. ژاپن در تلاش برای ساختن امپراتوری خود و مقاومت در برابر قدرت‌های غربی، گسترش پایگاه‌های استعماری خود در خارج از کشور را آغاز کرد. ژاپن در سال‌های پیش از جنگ جهانی دوم در مسیر تمامیت‌خواهی، ملی‌گرایی افراطی و فاشیسم گام نهاد.

#### توسعه‌طلبی
در دوره باکوماتسو (۱۸۵۳ تا ۱۸۶۹)، هنگامی که نیروی دریایی ایالات متحده به سیاست انزوا در ژاپن پایان داد، ژاپنی‌ها خود را در برابر فشار نظامی و بهره‌کشی اقتصادی قدرت‌های غربی بی‌دفاع یافتند. به نظر می‌رسید اگر ژاپن قصد داشت از دوران فئودالی بیرون بیاید و همچون دیگر کشورهای آسیایی به یکی از مستعمرات اروپایی‌ها بدل نشود، لازم بود که پایه‌های یک استقلال ملی واقعی را بنا گذارد.
پس از امضای قراردادهای پنج قدرت آنسی (۱۸۵۸) و دیگر قراردادهای نابرابر ژاپن در برابر دنیای غرب که آگاهی به ضعف ژاپن همه مردم را در موضعی دفاعی در برابر غرب نهاده بود، باز کسانی مانند یوشیدا شوئین، داشتن پایگاهی در خاک آسیا را لازمهٔ ادامه بقای ژاپن می‌دانستند. گروهی از رهبران اصلاحات میجی هم با این نظر موافق بودند و تلاش‌های سایگو تاکاموری برای حمله به کُره این گروه را در اعتقاد خود استوارتر کرد. سال ۱۸۸۱ بازماندگان قیام سایگو و دیگر هواداران آن یک انجمن میهنی به نام گِن‌یُوشا برای پیشبرد هدف خود تشکیل دادند و از هر فرصتی برای تحت فشار گذاشتن دولت میجی و برانگیختن احساسات عمومی بهره‌برداری می‌کردند. در نتیجه کره هم مانند قضیه پیمان‌های نابرابر موضوع بحث عام شد و مردم از هر دسته و گروه اجتماعی با فکر مداخله در کره همراه شدند. چه با این انتظار که باید کره را به انجام اصلاحات و قرار گرفتن در راه تجدد به الگوی ژاپن وادشت تا متحد ارزنده‌ای در برابر سلطه‌جویی غرب در منطقه شود یا با اعتقاد به رسالت ژاپن برای ایجاد یک اتحاد ضد غربی که چین و کره باید خواه ناخواه در آن باشند تا ژاپن به این وسیله خود و همسایگانش را از مطامع اروپاییان حفظ کند.
تغییرات عظیم در ژاپن با دوره اصلاحات میجی و نوسازی بنیادین از سال ۱۸۶۸ آغاز شد و میل به داشتن ثروت، قدرت و اعتبار جهانی به عنوان راهی برای جبران معاهدات نابرابری شناخته می‌شد که قدرت‌های غربی به ژاپن تحمیل کرده بودند.
آریتومو یاماگاتا، نخست‌وزیر ژاپن (۱۸۳۸–۱۹۲۲) که به عنوان پدر نظامی‌گری ژاپن شناخته می‌شود، عقیده داشت جهت حفظ استقلال ژاپن نباید تنها به دفاع از خط حاکمیت آن قناعت کرد. اگر کشورهای آسیای شرقی زیر سلطه خارجی دربیایند چون شمشیری خواهد بود که بر فراز سر ژاپن نگاه داشته شود. او نمی‌خواست آسیا اسیر استعمار خارجی غربی شود اما این را هم نمی‌خواست که چین که بالقوه برای ژاپن خطرناک بود، بر آسیا مسلط گردد. یاماگاتا خواستار امنیت بود اما آسیب‌شناسی امنیت او را به جایی رساند که بگوید اگر قدرت تهاجمی فرا مرزی وجود نداشته باشد، قدرت دفاعی هم نمی‌تواند وجود داشته باشد. یاماگاتا پیوسته محیط این اعمال را وسیع‌تر می‌کرد؛ ابتدا تسلط بر کره نمایندهٔ خط مصالح و منافع ژاپن بود و بعد هم تسلط بر تایوان (فورمز) و شبه‌جزیره لیائودونگ چین برای امنیت ژاپن لازم شناخته شد. سپس در زمان جنگ جهانی اول، بیان کرد که منچوری برای ژاپن، تنها ناحیه‌ای است که باید به آن دست یافت زیرا برای حل مشکلات ژاپن از حیث جمعیت و دفاع از خود تسخیر این منطقه ضروری است. بدین ترتیب یاماگاتا سخن خود را از امنیت آغاز کرد و با تحقق گسترده‌تر و بلندپروازی در آسیای شرقی به پایان رساند.

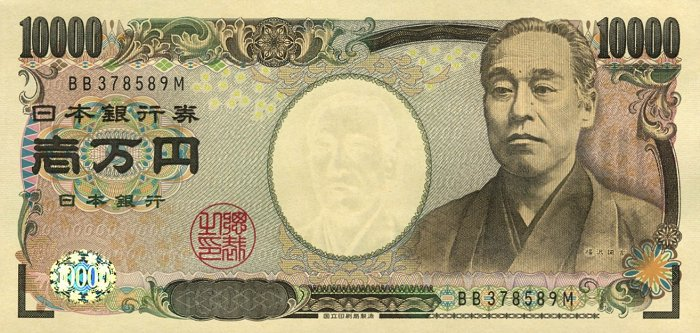
تصویر فوکوزاوا بر روی اسکناس ده هزار ینی ژاپن

یوکیچی فوکوزاوا (۱۸۳۵ – ۱۹۰۱) که به عنوان یکی از بنیانگذاران ژاپن نوین شناخته می‌شود، با نگرانی به جهان‌گشایی غربی می‌نگریست و عقیده داشت لبهٔ تیز غرب پیشرفته، متوجه شرقِ عقب‌افتاده است. او عقیده داشت که ژاپن باید به قدرت نظامی خود سازمان بخشد و همسایه‌های خود را به اصلاحات تشویق کند. فوکوزاوا می‌نویسد در حالی که ژاپن در زمینه تمدن و روشنفکری در حال پیشرفت است، نزدیکترین همسایه‌هایش، چین و کره ابداً در فکر اصلاحات نیستند. پس چگونه می‌توان از این دو کشور انتظار استقلال داشت و اگر چین سقوط کند ژاپن نیز در خطر می‌افتد. بنابر این چون در میان کشورهای مشرق فقط ژاپن می‌توانست به عنوان مرکز تمدن در برابر غرب ادعایی داشته باشد، بایستی مسئولیت پشتیبانی از آسیای شرقی را هم برعهده بگیرد. فوکوزاوا از جنگ بین ژاپن و چین جانبداری می‌کرد و نوشته‌است که این «جنگی است میان کشوری که می‌خواهد تمدن را بسط دهد و کشوری که در راه بسط تمدن اخلال می‌کند… جنگ ملتی با ملت دیگر نیست، جنگ کشوری با کشور دیگر هم نیست، بلکه نوعی جنگ مذهبی است». پس از شکست اصلاحات کانگ یووی در سال ۱۸۹۷ فوکوزاوا اظهار کرد چین سال‌های درازی معلم ژاپن بوده‌است اما ژاپن که تمدن غربی را پذیرفته و در جنگی با چین پیروز شده‌است دیگر نمی‌تواند به چین به چشم یک معلم بنگرد یا از فرهنگ مشترک سخن گوید. فوکوزاوا عقیده داشت که زندگی به صورتی مرموزی، تنازع بقاء داروینی و وحشیانه است. از این رو هر ملتی چه شرقی و چه غربی که گذشته را به دور افکند، می‌تواند زنده بماند و پیش برود.

#### قدرت‌گیری نظامیان
دههٔ ۱۹۲۰ و ۱۹۳۰ دو جناح در داخل نیروی زمینی امپراتوری ژاپن فعال بودند؛ جناح راه امپراتور که به نظامی‌گری و توسعه‌طلبی گرایش داشت و جناح کنترل که مخالف جناح راه امپراتور بود. سال ۱۹۳۵، بالا گرفتن اختلاف بین این دو جناح، به ترور سرتیپ تتسوزان ناگاتا، رهبر جناح کنترل منجر شد. تا اواخر دهه ۱۹۲۰، رهبران ژاپنی به‌طور کلی از آرمان لیبرالیسم اقتصادی حمایت می‌کردند. پس از تجاوز ژاپن به منچوری در سال ۱۹۳۱ انزوای فزاینده امپراتوری ژاپن در خارج با بحران سیاسی در داخل تشدید گشت. تسویوشی اینوکای، آخرین نخست‌وزیر حزبی، ماه مه سال ۱۹۳۲ توسط افراط‌گرایان راست ترور شد. «کابینه‌های وحدت ملی» به وعده دموکراتیک دهه ۱۹۲۰ پایان داد. احزاب سیاسی باقی ماندند اما از قدرت کنار نهاده شدند. در سال ۱۹۳۶، گروهی از «افسران جوان» ژاپنی دست به کودتای نافرجام ۲۶ فوریه ۱۹۳۶ زدند. پس از این کودتا «کابینه وحدت ملی» به سمت قدرت نظامی بیشتر در داخل دولت متمایل شد. ماه مه همان سال قانونی که بر اساس آن فقط افسران در حال خدمت می‌توانستند وزیر نیروی زمینی و نیروی دریایی شوند، دوباره احیا شد. این امر به نیروی نظامی حق وتو در کابینه و قدرت سرنگونی دولت‌ها را داد.
نظامی‌گران ژاپنی آگاه بودند که بین سرکوب در داخل و تهاجم در خارج رابطهٔ نزدیکی وجود دارد. اختناق و خرد کردن هر سازمانی که بالقوه برای حکومتی نظامی‌گرا خطرناک باشد پیش شرط‌های اصلی برای حمله‌های لجام گسیخته به همسایه‌های آرام ژاپن بود. در سیاست داخلی به کنپیتای (پلیس ضد شورش) این اختیار داده شد که در برخورد با مردم آزادی عمل داشته باشد. فضای ارعاب و تبلیغات به فروپاشی دولت حزبی و از بین رفتن لیبرالیسم بین‌المللی در گفتمان عمومی کمک کرد.

#### کنترل مردم توسط توناریگومی
توناریگومی («انجمن همسایه») کوچک‌ترین واحد برنامه بسیج ملی بود که در طی جنگ جهانی دوم ایجاد شد. این بخش متشکل از ۱۵–۱۰ خانوار بود و ۲۰–۱۰ «توناریگومی» یک انجمن محلی به نام «چونایکای» را تشکیل می‌داد. توناریگومی دستورهای رسمی را توسط جعبه اعلامیه سیار بین اهالی منتشر و همراه با آن جیره مورد نیاز مردم را توزیع می‌کرد. رهبری این گروه‌ها بر عهده تندروترین اعضای آن‌ها بود که هر گونه نگرش نامساعد را زیر نظر داشتند و جز اطاعت کردن از آنان گریزی نبود؛ زیرا به آسانی می‌توانستند غذا و سوخت و دیگر مایحتاج دیگر را از افراد یا خانواده‌های سرکش دریغ کنند.

#### محدود شدن احزاب سیاسی
فشار بر احزاب چپ‌گرا در نتیجه پشتیبانی عمومی از جنگ و جهان‌گشایی اقتصادی در آسیا تشدید شد. احزاب کارگری حس کردند مورد تهدید قرار گرفته‌اند؛ در نتیجه ادغام‌های متعددی صورت گرفت و یک جبهه خلقی ضد فاشیسم به وجود آمد. از ادغام حزب ملی توده و حزب توده‌های ژاپن و بعضی گروه‌های کارگر و کشاورز یا دستهٔ طبقه کارگری ژاپن حزب ملی توده‌های کارگر-کشاورز به وجود آمد. این حزب ماه ژوئیه سال ۱۹۳۲ منحل و با حزب توده‌های سوسیالیست ادغام شد. تهاجم ژاپن به منچوری در بعضی از رهبران چپ‌گرا احساسات «سوسیالیسم ملی» را به جای «سوسیالیسم بین‌المللی» برانگیخت. حزب توده‌های سوسیالیست در آغاز آشکارا ضد فاشیسم بود اما به تدریج به پشتیبانی از خط مشی جنگ‌طلب متمایل شد و در نهایت به پشتیبانی از ساختار فاشیسم نظامی یا حکومت استبدادی مطلق و تک حزبی در ژاپن پرداخت.

#### پدید آمدن ملی‌گرایی افراطی
حتی پیش از قدرت گرفتن نظامیان ژاپنی در دهه ۱۹۳۰، گروه‌های دیگری که بیشترشان سیاسی، راست‌گرا و ملی‌گرای افراطی بودند، از توسعه‌طلبی امپراتوری ژاپن در آسیا پشتیبانی می‌کردند. گنیوشا («انجمن اقیانوس تیره») و کوکوریوکائی («انجمن اژدهای سیاه») از نام‌دارترین این گروه‌ها بودند. گنیوشا از همان ابتدا با ستاد کل نیروی زمینی ارتباط نزدیکی برقرار کرد و با تشویق آن در نخستین جنگ چین و ژاپن، نقش آتش‌افروز را داشت. کوکوریوکائی گروهی بیش از همه ضد روسی بود و با ستاد کل نیروی زمینی نیز پیوند محکمی داشت. این گروه در جهت‌دهی به افکار عمومی نقش ایفا می‌کرد و آن را با تهاجم امپراتوری ژاپن به کشورهای دیگر همسو ساخت.

### اقتصادی
اوایل دهه ۱۹۳۰ جهان در رکود اقتصادی گسترده‌ای قرار داشت. اما برخلاف روند جهانی، اقتصاد ژاپن از سال ۱۹۳۲ شروع به شکوفایی ناگهانی کرد و با کاهش ارزش ین، حجم صادرات افزایش یافت و بین سال‌های ۱۹۳۰ تا ۱۹۳۶ دو برابر شد. ارزانی کالاهای ژاپنی و پایین بودن قیمت آن نسبت به قیمت کالاهای مشابه ساخت اروپا و آمریکا حتی در بازارهای جاافتاده نیز اثری عمیق گذاشت و مانع از ایجاد ثبات در بازار تولیدات داخلی این کشورها می‌شد. هر چند بازرگانی صادراتی ژاپن در اوج خود کمتر از ۴ درصد صادرات جهان بود اما از طرف کشورهایی که زیر فشار رکود دست و پا می‌زدند، با واکنشی خصمانه مواجه شد. پس از سال ۱۹۳۲ تقریباً در همه جا برای کالاهای ژاپنی تعرفه‌های گمرکی بالا وضع شد یا سهمیه معین گردید. این اقدام احتمالاً در بازارهای مستعمراتی آسیا و آفریقا که زیر سلطه‌های قدرت‌های صنعتی دیگر بودند، از همه جا موثرتر اما ناموجه‌تر بود و نظامی‌گران ژاپن به سرعت از این موقعیت برای تبلیغ استفاده کردند.

#### نقش زایباتسوها
زایباتسو شرکت‌های خوشه‌ای صنعتی و مالی بودند که بخش‌های قابل توجهی از اقتصاد ژاپن از دوره میجی تا پایان جنگ جهانی دوم را  زیر نفوذ و سیطره خود داشتند. برخلاف تأکید تبلیغات غربی بر وجود دیکتاتوری نظامی کامل در زمان جنگ جهانی دوم در ژاپن، زایباتسوها هم در سیاست و هم در اقتصاد کشور در این دوران نقش داشتند و در واقع کشور به وسیلهٔ نمایندگان بازرگانی، دیوانسالاران دولت و نظامیان اداره می‌شد. از جنبه سیاسی دو کابینهٔ آخر زمان جنگ ژاپن به نخست‌وزیری کوایسو و سوزوکی به کلی زیر سلطهٔ ائتلافی از گارد کاخ امپراتوری و نمایندگان زایباتسوها بودند که چند دیوانسالار نیز به آن‌ها کمک می‌کردند. نظامیان چاره‌ای جز سهیم کردن زایباتسوها در قدرت نداشتند؛ زیرا رهبران نظامی نمی‌توانستند این شرکت‌های نیرومند را زیر سلطهٔ خود درآورند. به غیر از این زایباتسوها با استفاده از شرایط جنگی صنایع سنگین را توسعه دادند و تحت سلطه داشتند. نیروی زمینی و دریایی بارها تأسیسات صنعتی و معدنی اراضی که زیر سلطهٔ خود درمی‌آوردند را به زایباتسوها واگذار می‌نمودند تا به کارشان رونق بیشتری ببخشند. در نتیجه، چهار شرکت بزرگ زایباتسوها (گروه سومیتومو، یاسودا زایباتسو، میتسویی و میتسوبیشی) گستردگی اقتصادی خود را در طول جنگ دو برابر کردند. هر چند اکثر افرادی که این مؤسسه‌ها را اداره می‌کردند افرادی با استعداد و قابل بودند اما نظام سیاسی-اقتصادی کشور دست آن‌ها را در تشکیل تأسیسات و بردن سود باز گذاشته بود و آن‌ها منافع خود را در نظر می‌گرفت و به مصلحت سایر ژاپنی‌های توجهی نداشتند.

### اعتقادی
بخشی از افراطی‌ترین اصلاحات دوره میجی به مسئله دین مربوط می‌شد. حاکمان ژاپن از هیچ گونه تلاشی برای استحکام شینتو به عنوان دین ملی این کشور فروگذاری نمی‌کردند. پس از استقرار حکومت اصلاحات میجی، آیین شینتویی به دو گروه عمدهٔ شینتوی حکومتی و فرقه‌ای تقسیم شد. رژیم جدید میجی سعی داشت تا یک کشور شینتویی و دین‌مدار بنا کند. شینتوی حکومتی، کیش ملی ژاپن بود که حکومت به منظور کاشتن تخم اطاعت و وفاداری نسبت به امپراتور از آن حمایت می‌کرد. دستورها و فرمان‌های قوای اشغالگر نیز به‌طور عمده در ارتباط با همین شینتوی حکومتی بود. مدت‌ها قبل از سال ۱۹۴۰، از تشکل‌های دینی برای توسعهٔ ملی‌گرایی و نظامی‌گری استفاده می‌شد. همهٔ زیارتگاه‌های شینتویی ابزار دست ارتقای منافع و مقاصد ملی شده بودند؛ چرا که سرپرستان روحانی زیارتگاه‌ها عموماً مقامات منصوب حکومت و کارمند رسمی آن بودند و به همین سبب تحت امر دوایر حکومتی محلی یا ملی قرار داشتند.

#### کوکوتای

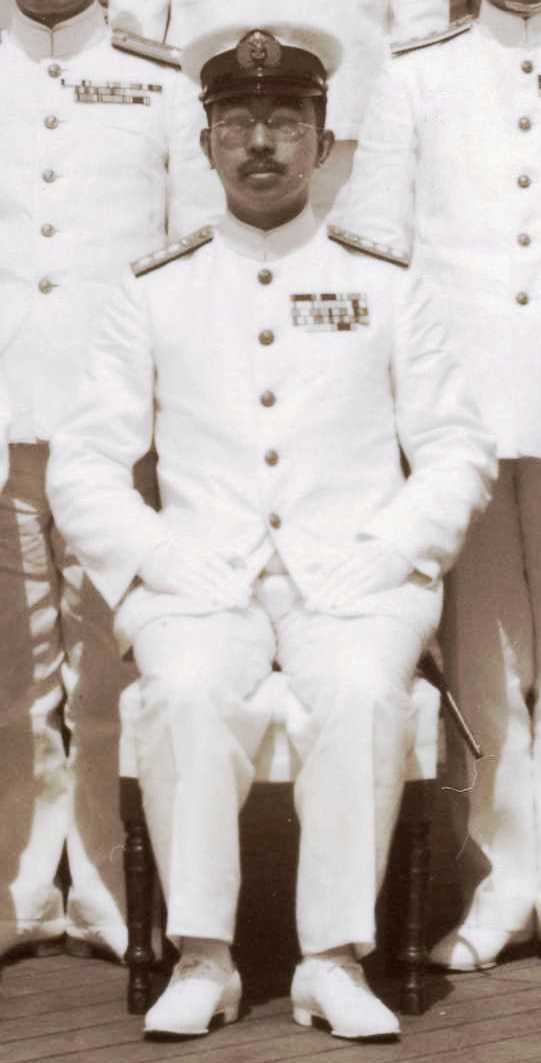
امپراتور هیروهیتو در سال ۱۹۳۸

مفهوم کوکوتای، اعتقاد به امپراتور ژاپن (تنّو) به عنوان تجسد زندهٔ الهه خورشید به مثابهٔ تجلی یا ظهور حقیقت مطلق است. پرستش امپراتور یکی از قدیمی‌ترین سنت‌های مردم ژاپن بوده‌است و قدمت آن به حدود دو هزار سال می‌رسد. بر اساس این اعتقاد، امپراتور نه تنها فرمانروا، بلکه رئیس مذهب ملت و همچنین واسطهٔ اصلی بین ملت ژاپن و الهه خورشید به‌شمار می‌آمد. بنابر روایات و اساطیر تاریخی، وی مستقیماً از اخلاف خدایانی (کامی) بود که ژاپن و کائنات را خلق کرده بودند و لذا کیش پرستش امپراتور که اعتقادات کنفوسیوسی در باب وفاداری نسبت به نیاکان، باعث تقویت آن شده‌بود، در سرتاسر ژاپن گسترش پیدا کرد. در خلال سال‌های پر تلاطم عصر تاریکی تاریخ ژاپن، توجه چندانی به امر پرستش امپراتور وجود نداشت و خانوادهٔ سلطنتی که در چنگال قدرت دیکتاتورهای نظامی اسیر بود، غالباً در گمنامی و فقر زندگی می‌کرد. مسیر حوادثی که به دوران احیاء و اعادهٔ میجی منجر شد، علاقه و توجه مردم به شینتو و حکومت پادشاهی را از نو بیدار کرد و امپراتور به صورت مظهر و نقطهٔ حرکت نیروهایی درآمد که درصدد سرنگونی رژیم شوگون‌سالاری توکوگاوا بودند. وقتی این استقرار مجدد برقرار گشت امپراتور دوباره پیشوای ملت ژاپن شد. کوکوتای دارای سه اصل بود: نخست وفاداری کامل به امپراتور به عنوان مظهر الههٔ خورشید در زمین و لزوم اطاعت از وی؛ دوم برتری نژادی ژاپن؛ و سوم حق مالکیت ژاپن بر نیمی از آسیا و اقیانوس آرام. در برخی از کتاب‌ها «کوکوتای» را «سیاست کشورگشایی» معنی کرده‌اند. عنوان کامی (خدا) که در مورد امپراتور هیروهیتو به کار می‌رفت، در اصل لقبی است که از سر تجلیل برای ارواح باعظمت و مقدس به کار می‌رود. در آیین شینتو هیچ الوهیت مطلقی که خالق و فرمانروای همه باشد، وجود ندارد.

#### هاکو ایچیو

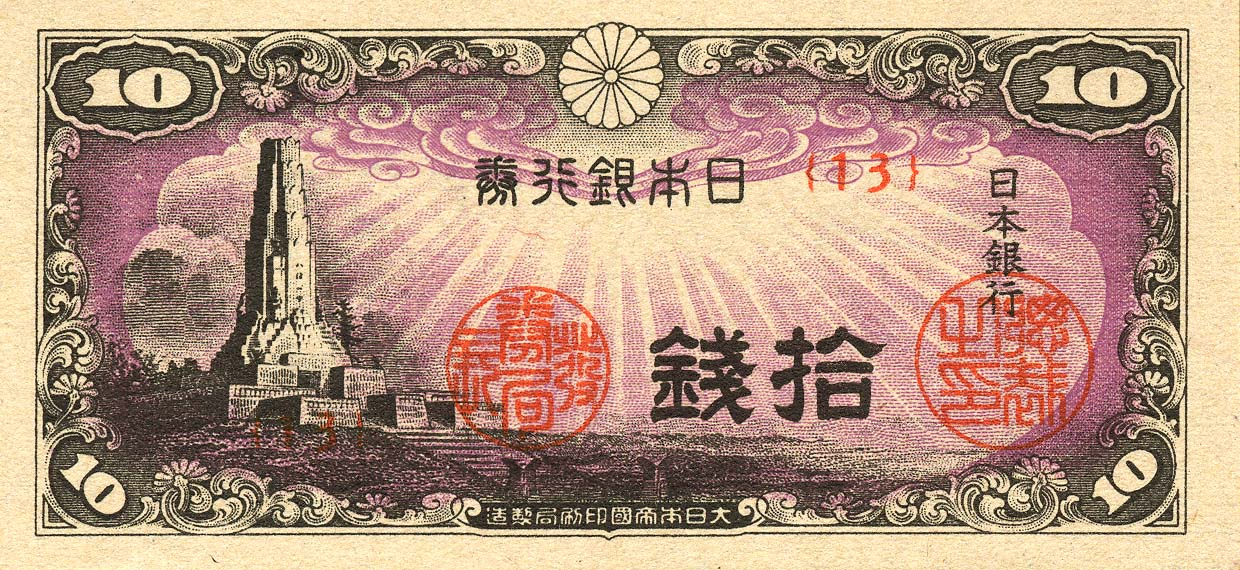
اسکناس ۱۰ سنی ژاپنی، به تصویر کشیدن برج و بنای یادبود هاکّو ایچیو در میازاکی، اولین بار در سال ۱۹۴۴ منتشر شد

هاکّو ایچیو اشاره به «همهٔ جهان زیر یک سقف»، یک شعار در امپراتوری ژاپن به معنی حق الهی آن برای متحد کردن هشت گوشه جهان یا سلطه جهانی بود. همانند سیاست لبنسراوم (فضای حیاتی) در آلمان نازی، تبلیغات ژاپنی از محبوس شدن در آب‌های سرزمینی شکایت داشت. هاکو ایچیو، «آوردن هشت گوشه جهان زیر یک سقف»، رنگ و بویی مذهبی به موضوع اضافه کرد. لبنسراوم یکی از ایده‌های سیاسی مهم آدولف هیتلر و از مولفه‌های پراهمیت ایدئولوژی حزب ناسیونال سوسیالیست کارگران آلمان بود که در خدمت سیاست‌های توسعه‌طلبانه آلمان قرار گرفت و هدفش ارائه فضای اضافی برای رشد جمعیت آلمان و دستیابی به خودبسندگی اقتصادی بود. توجیهی که ناسیونالیست‌های آلمانی، ایتالیایی و ژاپنی برای سیاست‌های ستیزه‌جویانه خود می‌آورند این بود که با جمعیت نسبتاً زیاد، فضای کافی حیاتی ندارند. طبیعت در برابر این کشورها دست‌تنگی کرده و از این رو به واردات مواد غذایی و مواد خام از کشورهای دیگر وابسته‌اند. باید تولیدات خود را برای پرداخت بهای این واردات بسیار حیاتی صادر کنند اما سیاست‌های موانع تجاری کشورهایی که مازاد غذا و مواد خام دارند موجب بسته شدن مرزهای آن‌ها بر روی ورود تولیدات کارخانه‌ای می‌شود.

#### بوشیدو

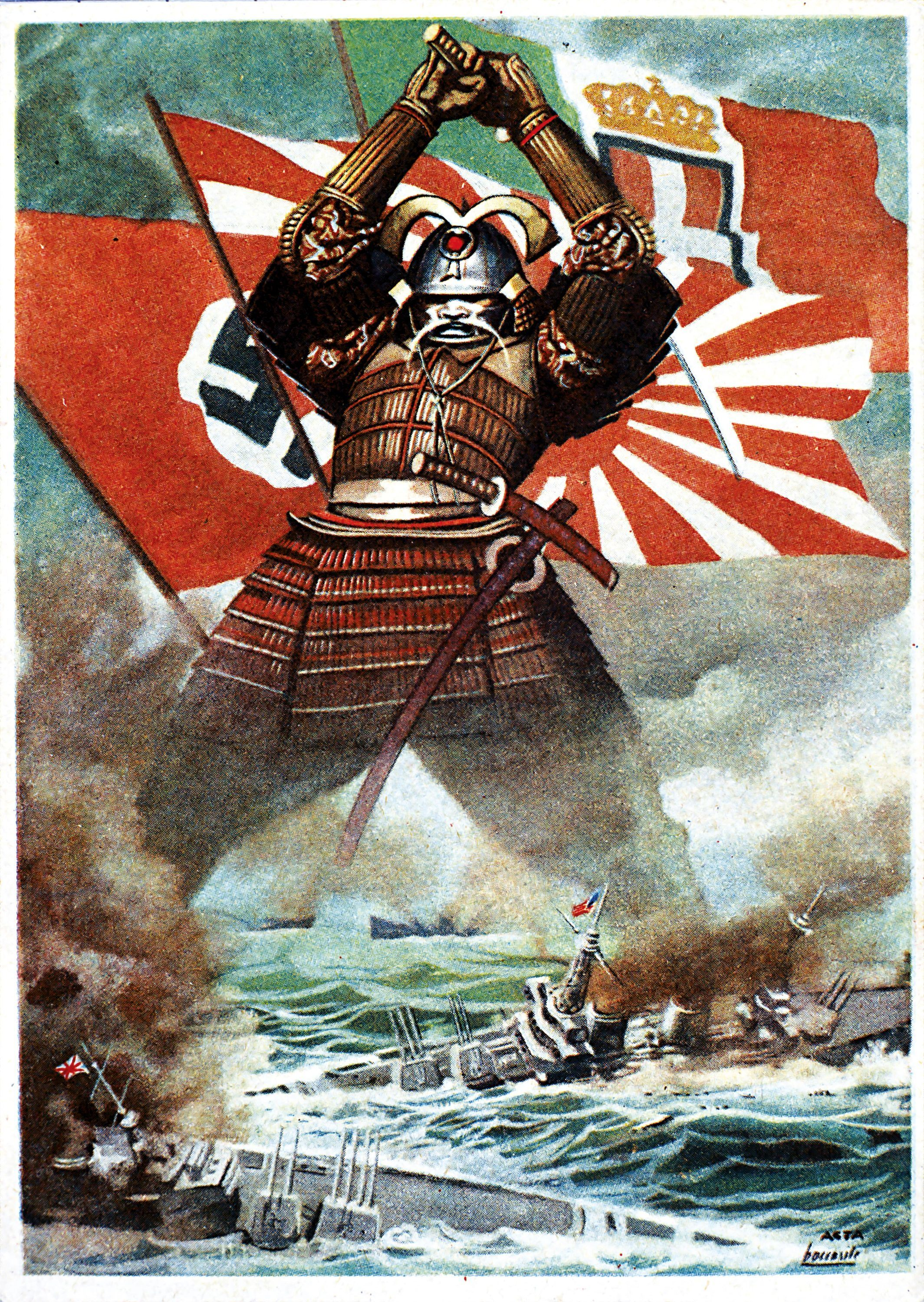
پوستری تبلیغاتی که ژاپن به شکل سامورایی به تصویر کشیده‌است.

نظریه‌پردازان و تاریخ‌نگاران نظامی، اواخر دهه ۱۹۲۰ و در دهه ۱۹۳۰ آثار آموزشی بسیاری مانند «احیای بوشیدو» نوشته هیراایزومی کیوشی دربارهٔ بوشیدو (راه و رسم سامورایی) را منتشر کردند. در این زمان بسیاری از روشنفکران تحت تأثیر ظهور فاشیسم در اروپا، بوشیدو یا راه و رسم‌های سامورایی را راهی برای تلقین هویت ملی و وحدت می‌دانستند. ژنرال سادائو آراکی، وزیر نیروی زمینی در اوایل دهه ۱۹۳۰، فاهیم بوشیدو را به عنوان یک سرفصل مهم، در آموزش نظامی گنجاند. با این حال، بارزترین پیشرفت مربوط به بوشیدو در این دهه مربوط به هاگاکوره بود که با «راه سامورایی در مرگ نهفته‌است» آغاز می‌شد و این ایده را ترویج می‌کرد که یک سامورایی باید آماده مرگ برای ارباب خود باشد. به این ترتیب، هاگاکوره به نوعی کتاب مقدس برای نیروی زمینی و دریایی امپراتوری ژاپن تبدیل گردید. این کتاب برای نخستین بار در سال ۱۹۳۸ در ژاپن چاپ شد و سال ۱۹۴۰ فیلسوف برجسته واتاتسوجی تتسورو نسخه خلاصه‌ای از آن را برای سربازان ژاپنی درگیر در جنگ منتشر کرد. استدلال نظریه پردازان پیش جنگ این بود که با انتشار چنین کتاب‌هایی این‌گونه ابراز می‌شود که تسلیم شدن در برابر هر دشمنی بر اساس قوانین سامورایی قابل بخشش نیست.
بدرفتاری یا تحقیر دشمن با اخلاق اساسی کنفوسیوس و بوشیدو مخالف بود و در نتیجه رفتار بسیاری از نیروهای مسلح ژاپن پیش از و در طول جنگ جهانی دوم انکار مستقیم آموزه‌های بوشیدو به حساب می‌آمد. اواسط سدهٔ بیستم دوره‌ای بود که نژادپرستی آشکار در سراسر جهان شکوفا شد. آلمان تنها یکی از چندین کشور اروپایی بود که به صورت آشکار نوع شدید نژادپرستی را اعمال می‌کرد. آمریکا نیز خصومت عمیقی را با اقلیت‌های رنگین‌پوست و پیروان دیگر مذاهب بروز می‌داد. آسیایی‌ها هم به اندازه اروپایی‌ها و آمریکایی‌ها نژادپرست بودند. نژادپرستی در ژاپن، مانند بیشتر فرهنگ‌های دیگر، ناشی از دین و رنگ پوست است. به‌طورکلی رنگ پوست ژاپنی‌ها کمی روشن‌تر از بیشتر مردم کشورهای شرق آسیاست. از نظر نظامیان ژاپنی مردم دیگر کشورهای آسیایی و همچنین بیشتر غربی‌ها، نژاد پست‌تر بودند و در واقع یک انسان به حساب نمی‌آمدند یا شایستگی احترامی را نداشتند که باید برای انسان قائل شد.

## زمینهٔ تاریخی

### جنگ جهانی اول
ژاپن بین سال‌های ۱۹۱۴ تا ۱۹۱۷ در جنگ جهانی اول شرکت داشت. این کشور به نیروهای تفاهم سه‌گانه که شامل بریتانیا، فرانسه و روسیه می‌شد، پیوست و نقشی اساسی در تأمین امنیت خطوط دریایی اقیانوس آرام و اقیانوس هند، در برابر نیروی دریایی امپراتوری آلمان داشت. از لحاظ سیاسی، این شرایط فرصتی به ژاپن داد تا حوزه نفوذ خود در چین را گسترش دهد. اقتصاد ژاپن شروع به رونق کرد. این مسئله عمدتاً بر اثر بهره‌برداری از مواد اولیه و نیروی کار چینی بود. در پایان جنگ جهانی اول، بر اساس پیمان ورسای، ژاپن توانست برخی از جزایر اقیانوس آرام که پیش از آن تحت سلطه آلمان بود، را در دست بگیرد. پس از پایان جنگ جهانی اول ژاپن به گروه پنج قدرت بزرگ جهان پیوست و بحث در مورد گسترش بیشتر فعلاً متوقف شد. تا اواخر دهه ۱۹۲۰ رهبران ژاپن عموماً از آرمان آزادی اقتصادی در ظاهر حمایت می‌کردند. تلاش‌های آن‌ها برای ادغام اقتصاد ژاپن در یک نظم جهانی لیبرال ادامه داشت، با این حال، اوایل دهه ۱۹۳۰ در پیوستن به کشورهای غربی ناامید شدند زیرا اقتصادهای در بحران فرورفتهٔ غربی برای محافظت از بازارهای استعماری خود موانعی را در تجارت ژاپن ایجاد کردند. بسیاری از ژاپنی‌ها معتقد بودند که ساختار صلح بین‌المللی که در جامعه ملل تجسم یافته، به نفع کشورهای غربی است که منابع جهان را در سلطه خود دارند. علاوه بر این، غرب با جلوگیری از مهاجرت ژاپنی‌ها از طریق قانون اخراج آسیایی‌ها در دهه ۱۹۲۰ ریاکاری کرده بود. در نتیجه، این آرمان در ژاپن مبنی بر تشکیل یک فدراسیون یا تعاونی از شرق آسیا، مبتنی بر آرمان‌های سنتی پان‌آسیایی برادری جهانی (هاکو ایچو - هشت گوشه جهان زیر یک سقف) و شعارهای آزادی خواهانهٔ «آسیا برای آسیایی‌ها» شروع به ظهور کرد.

### رابطه با شوروی

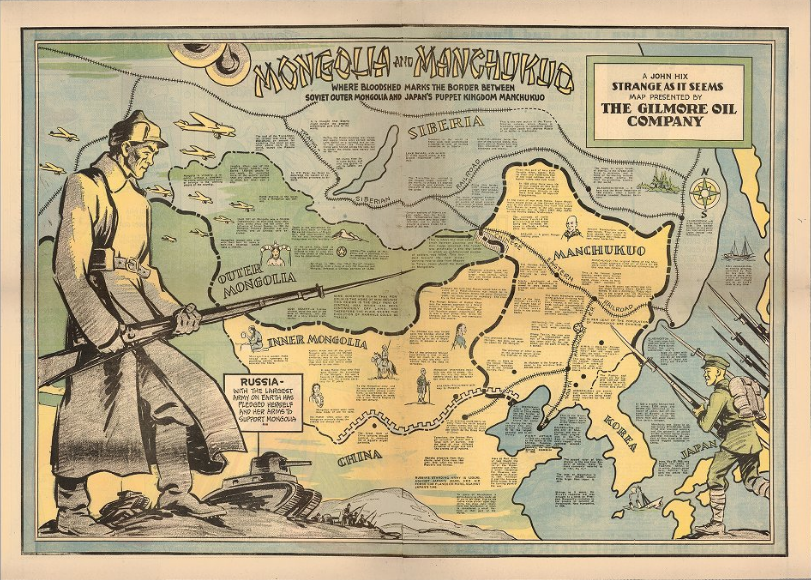
طرحی روسی در سال ۱۹۳۶، نشان‌دهنده موقعیت شوروی در مغولستان بیرونی و ژاپن که بر مانچوکوئو (بخش اشغال شده چین) حکومت می‌کرد.

جنگ روسیه و ژاپن دو سال پس از امضای پیمان اتحاد ژاپن و بریتانیا در فوریه سال ۱۹۰۴ درگرفت. جنگ سال‌های ۰۵–۱۹۰۴ درگیری بین امپراتوری روسیه به عنوان یک قدرت بین‌المللی با یکی از بزرگ‌ترین ارتش‌ها در جهان و امپراتوری ژاپن به عنوان ملتی که اخیراً بعد از دو سده و نیم انزوا به صحنه جهانی بازگشته بود، به حساب می‌آمد. در آخرین جنگ روسیه و ژاپن در نبرد موکدن (مارس ۱۹۰۵) ژاپنی‌ها تمام منطقه منچوری جنوبی را اشغال کردند، خواست‌های ژاپن چنان‌که از یک فاتح مسلم جنگ انتظار می‌رفت سنگین بود و متضمن شناسایی برتری ژاپن در کره، انتقال تأسیسات و منافع روسیه از منچوری و از جمله خط راه‌آهن منچوری و شبه‌جزیره لیائودونگ به ژاپن، تسلیم ساخالین و پرداخت غرامت به ژاپن بود. روسیه دو خواسته اخیر را به شدت رد کرد تا سرانجام با میانجیگری آمریکا در پیمان پورتسموت (۵ سپتامبر ۱۹۰۵) بپذیرد نیمه جنوبی ساخالین را به ژاپن واگذار کند. به هر صورت پرداخت خسارت به هیچ‌وجه پذیرفته نشد. پیروزی ژاپن در جنگ با روسیه جهان غرب را متحیر و برخی از ملی‌گرایان آسیایی (کسانی که مستقیماً توسط گسترش ژاپن تهدید نمی‌شدند) را تشویق کرد که ژاپن را به عنوان رهبر طبیعی منطقه در نظر بگیرند.
نیمهٔ دوم دههٔ ۱۹۳۰، بر مبنای سیاست انتخابی نیروی زمینی امپراتوری ژاپن در پیشروی به سمت شمال درگیری‌هایی بین نیروهای ژاپنی مستقر در منچوری و نیروهای شوروی و جمهوری خلق مغولستان پدید می‌آمد. با شکست ژاپن در نبرد خالخین گل در برابر شوروی در سال ۱۹۳۹، همزمان با تلاش و تمایل متحد ژاپن، آلمان، برای امضاء پیمان بی‌طرفی با شوروی، سیاست پیشروی به سمت شمال موفقیت چندانی حاصل نکرد. ژاپن و شوروی ماه آوریل سال ۱۹۴۱ پیمانی مبنی بر بی‌طرفی امضاء کردند.

### آغاز جنگ پانزده ساله
جنگ پانزده ساله به عنوان یک اصطلاح کلی برای یک سری جنگ‌ها به کار می‌رود که از ۱۹۳۱ حادثه موکدن آغاز شد و با جنگ دوم چین و ژاپن و جنگ اقیانوس آرام ادامه پیدا کرد و سرانجام با تسلیم ژاپن در سال ۱۹۴۵ خاتمه پیدا کرد.
 حادثه موکدن در ۱۸ سپتامبر ۱۹۳۱ که در آن قسمتی از خطوط آهن در منچوری منفجر شد، بهانهٔ حمله ژاپن به منچوری قرار گرفت. تعرضات ژاپنی‌ها به منچوری در سال ۱۹۳۱ بر اساس این ایده که اقتصاد ژاپن به بن‌بست رسیده‌است، توجیه می‌شد. سه عامل ایجاد این بن‌بست کمبود مواد اولیه در ژاپن، جمعیت در حال گسترش سریع آن و تقسیم جهان به بلوک‌های اقتصادی بود.
پس از تصرف منچوری در سال ۱۹۳۲ ژاپن دولت دست نشانده‌ای به نام مانچوکوئو را در آن را برپا کرد و پویی، آخرین امپراتور چین را به عنوان پادشاه آن بر منصب نشاند. سال ۱۹۳۳ هنگامی که جامعه ملل به تصرف این قسمت از خاک چین اعتراض کرد، ژاپن خود از این سازمان خارج شد.

## آغاز جنگ جهانی دوم
بیشتر مورخان شروع جنگ جهانی دوم را ۱ سپتامبر ۱۹۳۹، مصادف با تهاجم آلمان به لهستان، می‌دانند. با این حال برخی دیگر از تاریخ‌نگاران مانند رانا میتر می‌پندارند جنگ جهانی دوم از ۷ ژوئیه ۱۹۳۷، هنگامی که امپراتوری ژاپن به چین حمله کرد، آغاز شد و تا تسلیم نهایی ژاپن در ۱۵ اوت ۱۹۴۵ ادامه داشت.

### آغاز جنگ دوم چین و ژاپن

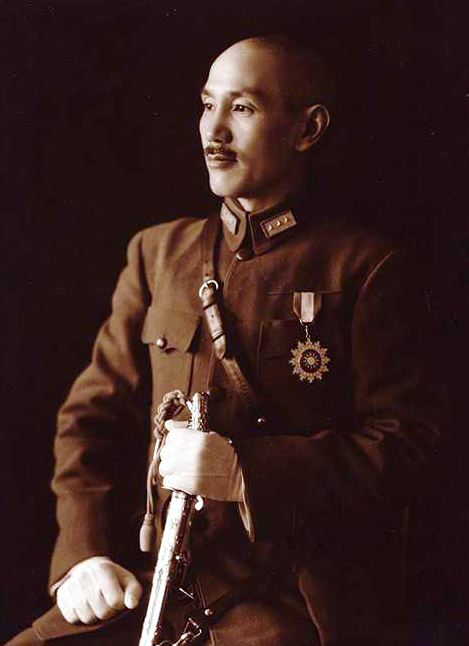
چیانگ کای‌شک، فرمانده ارتش انقلابی ملی. در دوران جنگ مقاومت‌جویانه چین در برابر ژاپن، حزب کومینتانگ (حزب ملی چین) و حزب کمونیست چین جبهه واحد ملی مقابله با ژاپن را ایجاد کردند.

رخداد حادثه پل مارکو پولو در ژوئیه سال ۱۹۳۷ سرآغاز جنگ سراسری بین امپراتوری ژاپن و جمهوری چین بود. پس از این که ژاپن پکن را تصرف کرد، شوروی به سرعت با چین معاهدهٔ عدم تخاصم امضا کرد تا این امکان را داشته باشد که به چین تدارکات جنگی بدهد. از آنجائیکه در ۲۲ ژوئن ۱۹۴۱ آلمان با آغاز عملیات بارباروسا به حالت جنگ با اتحاد جماهیر شوروی درآمد، این معاهده یکی از دلایل مهم اتمام معاهدهٔ پیشین همکاری بین چین و آلمان در سال ۱۹۴۱ در نظر گرفته می‌شود. برخلاف دیگر کشورهای جهان، آلمان (در مه ۱۹۳۸) و ایتالیا (در نوامبر ۱۹۳۷) حکومت دست نشاندهٔ ژاپن در منچوری را به رسمیت شناختند. نیروهای ژاپنی به پیشرفت خود ادامه دادند و شانگهای پس از سه ماه مقاوت به سلطه آن‌ها درآمد. سپس در نبرد نانجینگ توانستند پایتخت آن زمان چین را نیز تصرف کنند. بعد از سقوط نانجینگ، بسیاری از غیرنظامیان و سربازان خلع سلاح‌شدهٔ چینی در قتل‌عام نانجینگ به مدت دو ماه توسط ژاپنی‌ها قتل‌عام شدند.
کومینتانگ (حزب ملی چین) و حزب کمونیست چین، با وجود درگیری‌های پیشین بین خود، همان سال ۱۹۳۷ جبهه واحد ملی را در مقابله با ژاپن ایجاد کردند. در نتیجه نیروهای کمونیست به جزئی از ارتش انقلابی ملی تبدیل شدند و در قالب ارتش  چهارم جدید و ارتش هشتم مسیر سازماندهی گشتند و این دو یگان را به صورت اسمی تحت هدایت ارتش انقلابی ملی قرار دادند. با این وجود، در جنگ با ژاپنی‌ها، ارتش‌های منظم ارتش انقلابی ملی یا شکست خوردند یا دستور به عقب‌نشینی گرفتند. چیانگ کای‌شک از ترس تلفات زیاد، از سال ۱۹۳۹ بهترین نیروهای خود را از خط مقدم بیرون کشید. چریک‌های کمونیست، که مردم را در پشت خط ژاپنی‌ها بسیج می‌کردند، به زودی تنها نیرویی شدند که هنوز با ژاپنی‌ها می‌جنگیدند. ارتش انقلابی ملی که که نگران رشد قدرت کمونیست‌ها بود، شروع به استفاده از نیروهای خود برای محاصره مواضع کمونیست‌ها کرد، حتی چندین بار حتی علیه آنها جنگید. با این وجود جبهه واحد ملی تا سال ۱۹۴۵ رسماً ادامه یافت.

### رابطه با آلمان
انعقاد پیمان بین آلمان و شوروی در ماه اوت ۱۹۳۹ شوک بزرگی برای گروه‌های طرفدار آلمان در دولت ژاپن بود که روس‌ها را خطرناک می‌دانستند. پس از غلبه نیروهای آلمان در فرانسه و بقیه کشورهای اروپای غربی در بهار و تابستان ۱۹۴۰، ژاپنی‌ها ترس بیم داشتند که آلمان ممکن است به دنبال کنترل سیاسی هندوچین فرانسه و هند شرقی هلند نیز باشد؛ بنابراین یوسوکه ماتسوئوکا، وزیر امور خارجه ژاپن که طرفدار تقویت روابط سیاسی با نیروهای محور بود، پیمان سه‌جانبه را در سپتامبر ۱۹۴۰ منعقد کرد. امپراتوری ژاپن با امضای پیمان سه‌جانبه با آلمان و ایتالیا و حمله ژاپن به هندوچین فرانسه در تاریخ ۲۷ سپتامبر ۱۹۴۰ وارد جنگ جهانی دوم شد.
از دیدگاه ژاپن، حمله آلمان به شوروی تقریباً موجب پاشیده شدن پیمان سه‌جانبه شد؛ زیرا این حمله ژاپن را در خطر تهدید حمله از جانب شوروی قرار می‌داد. فومیمارو کونوئه، نخست‌وزیر ژاپن احساس می‌کرد به کشورش خیانت شده‌است؛ زیرا آلمان‌ها به وضوح به متحدان محور خود اعتماد چندانی نداشتند تا در مورد عملیات بارباروسا به آنها هشدار دهند. برخلاف نگرانی ژاپن در ماه‌های نخست، پیشروی آلمانی‌ها در خاک شوروی خیره‌کننده بود و موجب شد نیاز استالین به انتقال نیروهایی که در آن زمان از سیبری جنوب شرقی در برابر حمله احتمالی ژاپن محافظت می‌کردند، برای دفاع از مسکو افزایش یابد. هیروشی اوشیما، سفیر ژاپن در برلین در گفتگو با یواخیم فن ریبنتروپ، وزیر خارجه آلمان، بارها به حمله قریب‌الوقوع ژاپن علیه اتحاد جماهیر شوروی اشاره کرد. با این حال، در واقع، رهبران ژاپن در این زمان به هیچ وجه نظر خود را تغییر نداده بودند و این اقدامات صرفاً برای ایجاد توهم یک تهدید شرقی برای اتحاد جماهیر شوروی بود.
روز ۲۸ نوامبر ۱۹۴۱، ریبنتروپ به سفیر ژاپن اطمینان داد اگر ژاپن درگیر جنگ با آمریکا شود، آلمان در طرف ژاپن وارد جنگ خواهد شد. هنگامی که ژاپنی‌ها درخواست تأیید کتبی این موضوع را کردند، هیتلر آن را همراه با رضایت موسولینی ارائه کرد. این توافقنامه که در ۴ دسامبر تنظیم شد، قدرت‌های اصلی محور را متعهد به جنگ با آمریکا در صورت جنگ با ژاپن کرد و اساساً جایگزین پیمان سه‌جانبه شد. هیتلر تقریباً به‌طور کامل بدون مشورت، اعلان جنگ علیه آمریکا را برگزید زیرا او فکر می‌کرد بهتر است قبل از این که روزولت به آلمان اعلام جنگ کند، خود این کار را انجام دهد.
ریشارت زورگه افسر اطلاعات نظامی شوروی، در سال ۱۹۴۱، به اتحاد جماهیر شوروی اطلاع داد که نخست‌وزیر کونوئه فومیمارو تصمیم گرفته‌است که به فکر حمله فوری به شوروی نباشد و دکترین پیشروی به سمت جنوب را مدنظر داشته باشد. این اطلاعات به اتحاد جماهیر شوروی اجازه داد تا بدون ترس از حملات ژاپن، تانک‌ها و سربازان خود را به جبهه غربی و مقابله با آلمان و متحدانش اختصاص دهد.

### رابطه با آمریکا
ژاپنی‌ها در سال ۱۹۳۷ نوعی دستگاه رمزنگاری به نام رمز بنفش ساخته بودند. واحد رمزگشایی نیروی زمینی آمریکا ماه سپتامبر سال ۱۹۴۰ موفق شد تا دستگاه مشابهی بسازد و به کمک آن کدهای رمز بنفش را بشکند و تا پایان جنگ، پیام‌های محرمانه مخابره‌شدهٔ مابین وزارت امور خارجه ژاپن و نمایندگی‌های خارجی آن کشور را رصد کند.
ژاپن در طول قرن بیستم اقتصاد خود را مدرن می‌کرد و می‌خواست برای خود امپراتوری بسازد. با این حال، ژاپن فاقد منابع طبیعی برای تحقق بخشیدن به آن بود و تنها ۶ درصد از نفت این کشور در داخل تأمین می‌شد و باقیمانده همه وارداتی بود. پس از تصرف منچوری، ژاپن در سال ۱۹۳۷ درگیر یک جنگ تمام عیار با چین شد و مجبور شد به دنبال منابع مورد نیاز برای مبارزه در جای دیگری باشد. ژاپن در سال ۱۹۴۰ شمال هندوچین را اشغال و از این طریق تلاش کرد مانع دسترسی ملی‌گرایان چینی به ملزومات و تسلیحات شود. ژاپن ماه ژوئیه ۱۹۴۱ اعلام کرد یک پروژه مشترک با فرانسه ویشی برای حفاظت از کشورهای استعمار شده جنوب آسیا در پیش گرفته‌است و به این ترتیب، راه خود برای پیشروی بیشتر به جنوب شرقی آسیا را باز کرد. در پاسخ به این تهدید آمریکا، بریتانیا و دیگر دولت‌های اروپایی تمام سرمایه‌های ژاپن را توقیف و تحریم همه‌جانبه نفتی علیه آن آغاز کردند.
آمریکا که در سال ۱۹۳۹ معاهدات تجاری خود با امپراتوری ژاپن را ملغی نموده بود، از ژوئیه ۱۹۴۰ فروش سوخت هواپیما به ژاپن را نیز ممنوع کرد. این محدودیت‌ها فشار شدیدی را بر اقتصاد ژاپن وارد می‌آورد.ماه اوت سال ۱۹۴۱، آمریکا که ۸۰٪ نفت ژاپن را تأمین می‌کرد، تحریم نفتی این کشور را آغاز و ژاپن را مجبور کرد به دنبال منابع جدیدی برای تأمین امور جنگی خود برود. حمله بریتانیا و شوروی به ایران در ۱۷ سپتامبر با خلع رضا شاه پهلوی طرفدار قدرت‌های محور، ماجرای تأمین نفت را برای ژاپن پیچیده‌تر کرد.
دولت ژاپن در مواجهه با تحریم نفتی توسط آمریکا و همچنین کاهش ذخایر داخلی تصمیم گرفت طرحی را که توسط شاخه نظامی عمدتاً تحت رهبری ناگائو اوسامی و یاماموتو ایسوروکو برای بمباران پایگاه دریایی ایالات در هاوایی تهیه شده بود، به مورد اجرا بگذارد. هیئت دولت ژاپن روز ۴ سپتامبر ۱۹۴۱، برای بررسی برنامه‌های جنگی تهیه شده توسط ستاد کل امپراتوری تشکیل جلسه داد و تصمیم گرفت:
امپراتوری ما، به منظور دفاع از خود و صیانت نفس، تدارکات جنگ را کامل خواهد کرد … [و] … تصمیم به جنگ با ایالات‌متحده، بریتانیای کبیر و هلند در صورت لزوم دارد. امپراتوری ما همزمان کلیه اقدامات دیپلماتیک ممکن را در مقابل ایالات‌متحده و بریتانیا انجام خواهد داد و در نتیجه برای دستیابی به اهداف خود تلاش خواهد کرد … در صورتی که هیچ امیدی به خواسته‌های ما در ده روز اول اکتبر از طریق مذاکرات دیپلماتیک که در بالا ذکر شد وجود نداشت، ما بلافاصله تصمیم خواهیم گرفت که جنگ را علیه آمریکا، بریتانیا و هلند آغاز کنیم.

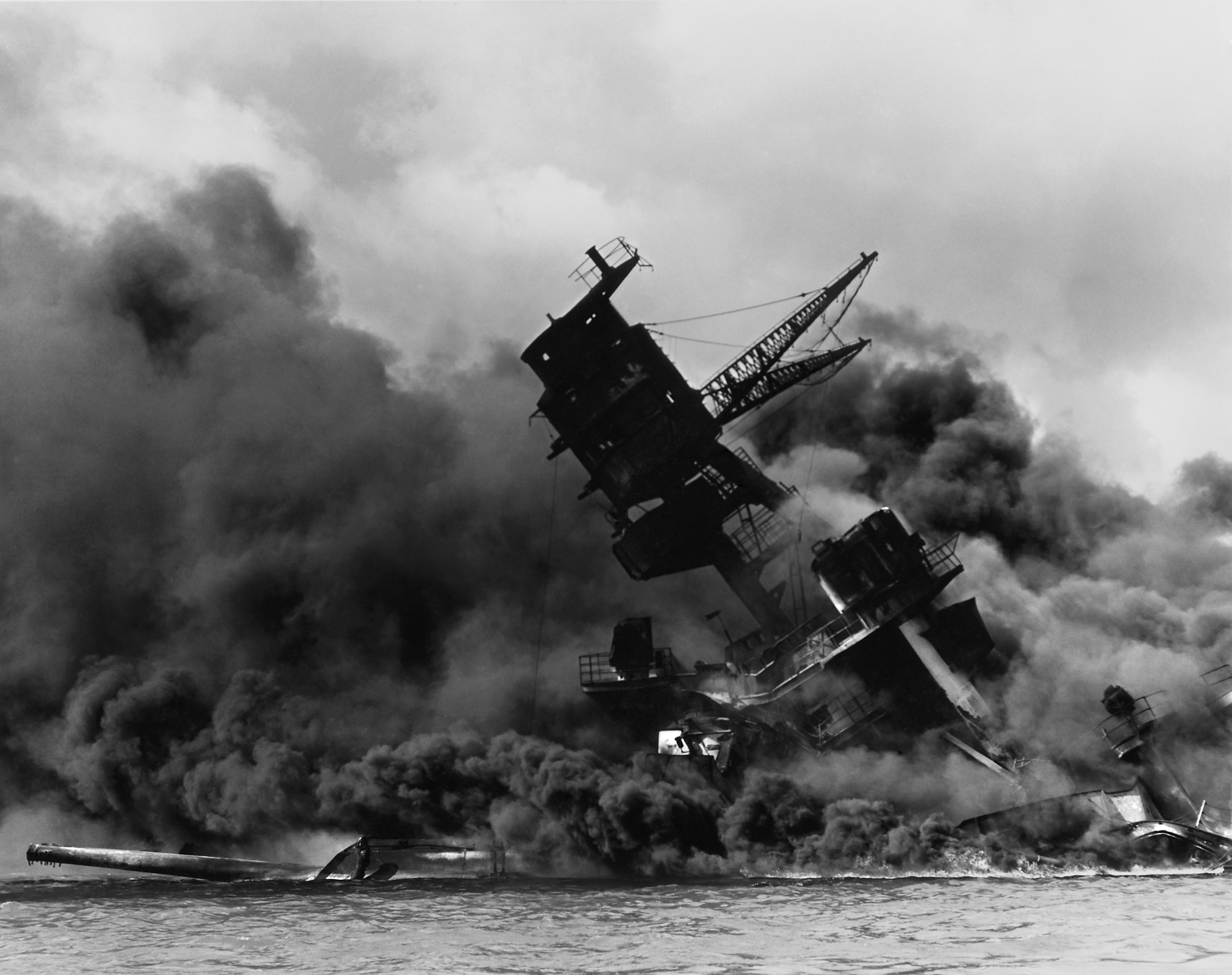
ناو یواس‌اس آریزونا متعلق به ناوگان اقیانوس آرام ایالات متحده که در طی حمله به پرل هاربر کاملاً از بین رفت، ۷ دسامبر ۱۹۴۱

از اوایل ۱۹۴۱ ژاپن و آمریکا درگیر مذاکراتی جهت بهبود فضای سیاسی پرتنش میان خود و پایان جنگ در چین بودند. در طول این مذاکرات علی‌رغم تلاش ژاپن برای ارائه پیشنهادهای جدید، آمریکا که این پیشنهادها را کافی نمی‌دید، از پذیرش آن‌ها سر باز می‌زد. در همین زمان، مذاکراتی مخفیانه بین آمریکا، بریتانیا و هلند در جریان بود تا در صورت تهاجم ژاپن به متصرفات یکی از این کشورها، سازوکار دفاعی مشترکی به کار گرفته شود. رئیس‌جمهور روزولت نیروهای آمریکایی در فیلیپین را تقویت نمود و به ژاپنی‌ها اخطار کرد آمریکا در برابر تهاجم به کشورهای همسایه واکنش نشان خواهد داد. تحریم‌های آمریکا علیه ژاپن تنها با هدف اخراج ژاپن از چین و پایان دادن به سلطه آن بر مواد اولیه حیاتی جنوب شرقی آسیا نبود. آمریکایی‌ها همچنین از جنایات گسترده‌ای که نیروهای ژاپنی نسبت به شهروندان چینی انجام داده بود، وحشت کرده بودند. یان بوروما، نویسنده انگلیسی-هلندی در این باره نوشته‌است بسیاری از ژاپنی‌ها، کاملاً بدون دلیل، به عنوان نوعی تبعیض نژادی می‌دیدند که آمریکایی‌ها و اروپایی‌ها سعی در یافتن راه‌هایی برای مهار جاه‌طلبی‌های ژاپنی داشته باشند.
ژاپن که در تنگنای تحریم‌های بریتانیا، آمریکا و هلند قرار گرفته بود و در مذاکرات نیز راهی برای پیشرفت متصور نبود، آماده تهاجم می‌شد. روز ۲۰ نوامبر دولت جدید ژاپن به رهبری توجو هیدکی آخرین پیشنهاد خود را به طرف آمریکایی ارائه کرد. به موجب این پیشنهاد ژاپن ضمانت می‌کرد در برابر قطع کمک‌های آمریکا به چین و اتمام تحریم‌های نفتی و دیگر تحریم‌ها، نیروهای خود را از جنوب هندوچین بیرون کشیده و به جنوب شرق آسیا حمله نکند. پاسخ طرف آمریکایی در ۲۶ نوامبر مبنی بر این بود که ژاپن باید بدون هیچ پیش‌شرطی چین را تخلیه نموده و با دولت‌های غربی پیمان عدم تخاصم امضا نماید. این برای ژاپن بدان معنی بود که یا باید از تمام اهداف و برنامه‌هایش برای چین چشم بپوشد یا آنکه منابع مورد نیاز خود در مستعمرات هلند را با زور تصاحب نماید. نظامیان ژاپنی به هیچ وجه نمی‌توانستند گزینه نخست را بپذیرند و تحریم‌های نفتی را به مثابه اعلان جنگ می‌دیدند. ژاپنی‌ها برنامه‌ریزی نموده بودند تا با تصرف سریع مستعمرات اروپایی در جنوب شرق آسیا، یک خط دفاعی تا میانه اقیانوس آرام ایجاد کنند چرا که پس از آن ژاپنی‌ها می‌توانستند منابع مورد نیاز خود را از جنوب شرقی آسیا استخراج نمایند و در عین حال به راحتی در برابر نیروهای متفقین که در سرتاسر اقیانوس آرام پراکنده شده بودند، دفاع کنند. مدتی بعد و برای جلوگیری از دخالت آمریکا در این طرح، ژاپنی‌ها برنامه داشتند تا ناوگان اقیانوس آرام ایالات متحده را نابود و آن‌ها را از فیلیپین بیرون کنند.
یاماموتو ایسوروکو، معاون فرمانده حمله به پرل هاربر، در مورد جنگ با ایالات‌متحده تردید داشت. یاماموتو ایسوروکو در دوره جوانی در دانشگاه هاروارد دانشجوی زبان بود و بعدها به عنوان دستیار فرستاده نیروی دریایی در واشینگتن دی سی خدمت کرده بود. یاماموتو ایسوروکو در مورد خطرات ذاتی جنگ با ایالات‌متحده به این ترتیب هشدار داد: «ما می‌توانیم شش ماه یا شاید یک سال لجام‌گسیخته عمل کنیم اما پس از آن، من هیچ اطمینانی ندارم.»

## جنگ اقیانوس آرام (۱۹۴۱)

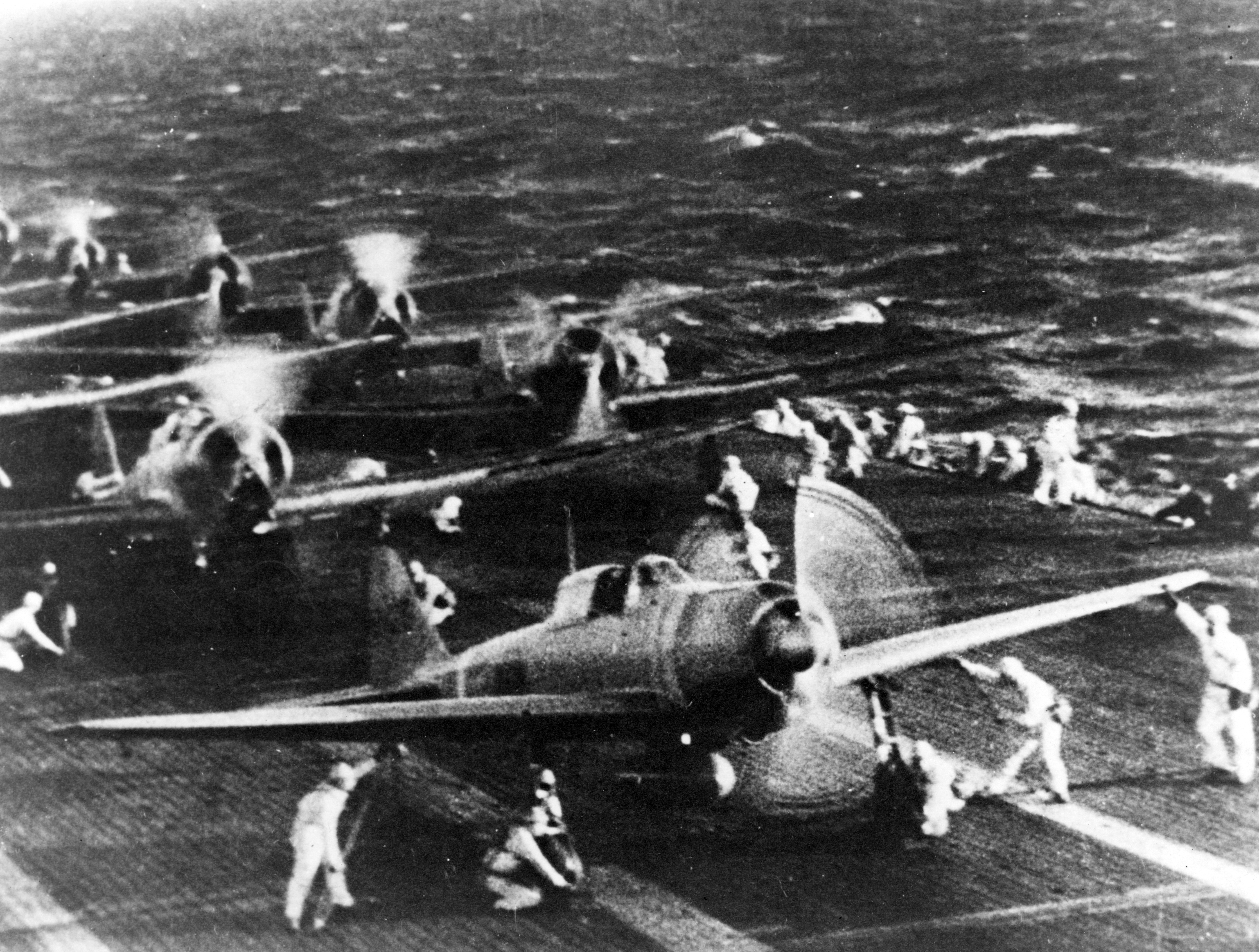
جنگنده‌های میتسوبیشی زیرو متعلق به نیروی دریایی امپراتوری ژاپن بر روی ناو هواپیمابر شوکاکو، پیش از تهاجم به پرل هاربر

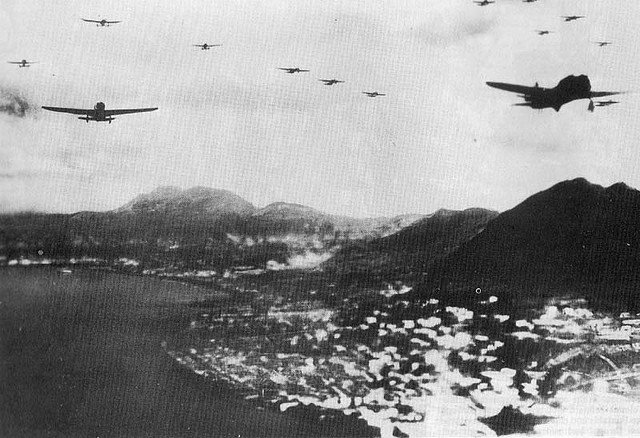
۸ دسامبر ۱۹۴۱، هنگ کنگ بریتانیا تحت حمله هوایی ژاپن قرار گرفت.

### نامگذاری
جنگ دایتوآ یا «جنگ مقدس دایتوآ» به معنی «جنگ بزرگ آسیای شرقی» نامی بود که دولت ژاپن در هنگام جنگ جهانی دوم بر روی جنگ اقیانوس آرام گذاشته بود. «جنگ بزرگ آسیای شرقی» بلافاصله پس از شروع جنگ اقیانوس آرام در سال ۱۹۴۱ در هیئت دولت هیدکی توجو تصویب شد. علت این نامگذاری ایده «آزاد سازی مستعمرات غربی آسیا و ایجاد حوزه رفاه مشترک آسیای شرقی بزرگ با هدف استقلال در آسیا» بود.

### حمله به پرل هاربر
ژاپن تا حمله به پرل هاربر در ۷ دسامبر ۱۹۴۱ (۸ دسامبر به وقت آسیا) با آمریکا وارد درگیری مستقیم نشده بود. در این روز طی هفت ساعت حملات هماهنگ ژاپنی‌ها انجام شد:
1. حمله به مناطق مشترک‌المنافع با آمریکا شامل فیلیپین، گوام و جزیره ویک
2. حمله به هند شرقی هلند
3. حمله به تایلند
4. حمله به مستعمرات بریتانیا در بورنئو، مالایا و هنگ کنگ[۶۳][۶۴]

اهداف راهبردی حمله، فلج کردن ناوگان اقیانوس آرام آمریکا، تصرف میدان‌های نفتی هند شرقی هلند و حفظ حوزه نفوذ ژاپن در چین، آسیای شرقی و همچنین کشور کرُه بود. هدف دیگر این حمله‌ها گسترش دامنه‌های خارجی امپراتوری ژاپن برای ایجاد یک محیط دفاعی بزرگ در اطراف قلمروهای تازه به دست آمده بود.
این حملات باعث شد آمریکا، بریتانیا، استرالیا و چند کشور دیگر به صورت رسمی به ژاپن اعلان جنگ نمایند. شوروی که به شدت مشغول جنگی عظیم با نیروهای محور در غرب بود، به مفاد پیمان عدم تخاصم خود با ژاپن پایبند ماند. آلمان و باقی نیروهای محور نیز برای اعلام همبستگی با امپراتوری ژاپن و به دلیل آنچه که حمله به کشتی‌های آلمانی توسط آمریکا به فرمان روزولت خوانده می‌شد، به آمریکا اعلان جنگ نمودند. آدولف هیتلر در اعلامیه خود در رایشس‌تاگ اعلام کرد که او سعی کرده‌است از درگیری مستقیم با آمریکا جلوگیری کند اما طبق توافقنامه سه جانبه امضا شده در ۲۷ سپتامبر ۱۹۴۰، آلمان موظف است برای دفاع از متحد خود به ژاپن و ایتالیا بپیوندد.
مدت کوتاهی پس از حمله به پرل هاربر، روزولت دستورالعمل ۹۰۶۶ را در ۱۹ فوریه ۱۹۴۲ امضا کرد. در نتیجه این دستور، حدود ۱۱۰٬۰۰۰ نفر ژاپنی آمریکاییِ ساکنِ ساحل غربی آمریکا بازداشت و به اردوگاه‌های کار اجباری در داخل کشور منتقل شدند. در ماه مارس همان سال، کانادا نیز بیش از ۲۲٬۰۰۰ نفر ژاپنی کاناداییِ ساکنِ بریتیش کلمبیا را به زور و تحت عنوان امنیت ملی بازداشت و جابجا کرد.

### پیشروی در آسیای جنوب شرقی (۱۹۴۲–۱۹۴۱)

شبه‌جزیره مالایا. امروزه بین کشورهای میانمار (برمه) در شمال، تایلند، مالزی (مالزی شرقی یا مالزی شبه‌جزیره‌ای) و سنگاپور در جنوب تقسیم شده‌است.

در طی هفت ماه پس از حمله پرل هاربر، ژاپن هند شرقی هلند، سنگاپور (مستعمره انگلیس)، گینه نو (مستعمره استرالیا)، فیلیپین (مشترک‌المنافع با آمریکا) و تعدادی دیگر از مناطق جنوب شرقی آسیا و اقیانوس آرام را اشغال کرد. اما روند شکست ژاپن در جنگ در ژوئن ۱۹۴۲ نبرد میدوی و کمی بعد در گوادالکانال آغاز شد. در اواسط سال ۱۹۴۴، رهبران ارتش ژاپن تصدیق کردند که پیروزی بعید است، اما این کشور جنگ را متوقف نکرد.

#### هنگ کنگ
هشت ساعت پس از حمله به پرل هاربر، ارتش امپراتوری ژاپن طرح تهاجم به جنوب شرق آسیا از جمله هنگ کنگ را آغاز کرد. هنگ کنگ در آن زمان مستعمره بریتانیا بود و سربازان مدافع شهر در آن زمان عمدتاً آماده نبودند. ژاپن در عرض ۱۸ روز پیروز شد. در کریسمس سال ۱۹۴۱، فرماندار هنگ کنگ، هنگ کنگ را پس از نبرد در ۲۵ دسامبر ۱۹۴۱ تسلیم ژاپن کرد تا دوران ۳ سال و ۸ ماهه اشغال هنگ کنگ توسط ارتش امپراتوری ژاپن آغاز شود.

#### فیلیپین
در دوم ماه ژانویه ۱۹۴۲ پایتخت فیلیپین، مانیل به اشغال نیروهای ژاپنی درآمد. این یکی از بدترین شکست‌هایی بود که آمریکایی‌ها متحمل شدند؛ چنان که ۱۲٬۰۰۰ سرباز آمریکایی و ۶۳٬۰۰۰ سرباز فیلیپینی به اسارت درآمدند. پس از این که آمریکا شبه‌جزیره باتاآن در جزیره اصلی لوزون فیلیپین را به ژاپنی‌ها تسلیم کرد، تقریباً ۷۵٬۰۰۰ سرباز فیلیپینی و آمریکایی در باتاآن مجبور شدند مسافت ۶۵ مایل به طرف اردوگاه اودونل در شمال این منطقه را در گرمای شدید راهپیمایی کنند و هزاران نفر از آنان هلاک شدند. این رویداد به عنوان راه‌پیمایی مرگ باتاآن معروف شد.

#### شبه‌جزیره مالایا

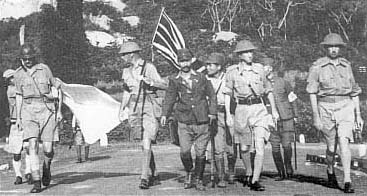
پس از نبرد سنگاپور ۱۹۴۲. سرلشکر آرتور پرسیوال (راست)، به سرپرستی یک افسر ژاپنی، همراه با پرچم سفید آتش‌بس برای مذاکره دربارهٔ تسلیم نیروهای متفقین در سنگاپور، در ۱۵ فوریه ۱۹۴۲، در حال حرکت است. این بزرگ‌ترین تسلیم نیروهای تحت هدایت انگلیس در تاریخ بود.

غرق شدن رزم‌ناوهای پرنس ولز و رپولس در ۱۰ دسامبر ۱۹۴۱، باعث شد که سواحل شرقی شبه‌جزیره مالایا در معرض پیاده شدن نیروهای ژاپن و از بین بردن قدرت دریایی انگلیس در منطقه قرار بگیرد. ژاپن در نبرد مالایا (ژانویه ۱۹۴۲) با نیروهای نظامی متفقین متشکل از نیروهای انگلیسی، هندی، استرالیایی و مردم مالایی جنگید. متفقین فاقد پوشش هوایی و تانک بودند و ژاپنی‌ها برتری هوایی داشتند. نبرد بین نیروهای ژاپنی و انگلیسی در شبه‌جزیره مالایا در کل دسامبر و ژانویه ۱۹۴۲ ادامه داشت. انگلیسی‌ها مجبور شدند بسیاری از مواضع خود، از جمله کوالا لامپور (پایتخت مالزی کنونی) را رها و تخلیه کنند.
سنگاپور یک شهر جزیره‌ای در جنوب شبه‌جزیره مالایا است که از قرن نوزدهم مستعمره بریتانیا بود. نبرد سنگاپور از ۸ تا ۱۵ فوریه ۱۹۴۲ بین نیروهای متفقین (عمدتاً مشترک‌المنافع انگلیس) و نیروهای ژاپنی انجام شد. اولین نیروهای ژاپنی در ۸ فوریه ۱۹۴۲ از طریق خط ساحلی شمال غربی در سنگاپور پیاده شدند. پس از یک هفته جنگ شدید، سرلشکر انگلیسی آرتور پرسیوال سنگاپور را در مقابل دوربین‌های خبری ژاپنی تسلیم ژنرال ژاپنی یاماشیتا تومویوکی کرد. با تسلیم سنگاپور، انگلیس پایگاه خود را در شرق از دست داد.
ژاپنی‌ها، مناطق تولید کلیدی نفت بورنئو، جاوه مرکزی، مالنگ، سپو، بلورا، سوماترا، و گینه نو هلند را در اواخر کارزار هند شرقی هلند تصرف کردند و نیروهای مسلح هلندی را شکست دادند. با این حال، کارشکنی‌های متفقین این کار را برای ژاپنی‌ها دشوار ساخته بود تا تولید نفت را به اوج قبل از جنگ بازگرداند.

#### نبرد بورنئو

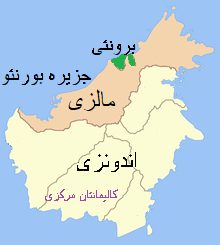
جزیره بورنئو امروزه، بین سه کشور برونئی، مالزی و اندونزی تقسیم شده‌است. قبل از جنگ جهانی دوم قسمت شمالی جزیره بورنئوی بریتانیا و قسمت جنوبی بورنئوی هلند (نام دیگر کالیمانتان) نام داشت.

بورنئو از نظر نفت و سایر مواد خام غنی بود و در جنوب غربی اقیانوس آرام اهمیت استراتژیک زیادی داشت اما نه هلند و نه انگلیس منابع لازم برای دفاع صحیح از آن را نداشتند. در ۱۵ دسامبر ۱۹۴۱، کاروان حمله ژاپن به سریا در شمال بورنئو رسید و به سرعت میدان‌های نفتی را تسخیر کرد و نوارهای هوایی مستقر در آنجا را ایمن نمود. ژاپنی‌ها در ۲۴ دسامبر وارد کوچینگ مرکز ایالت ساراواک (مالزی کنونی)، بزرگ‌ترین شهر بورنئو شدند که انگلیسی‌ها در آن زمان فرودگاهش را تخریب کرده بودند. در طول ژانویه، واحدهای ژاپنی در بورنئوی هلند پیشروی کردند. در طی چند ماه بعد، نیروهای انگلیس و هلند به سمت جنوب و در جنگل عقب نشستند و پس از ده هفته در کوه‌های پوشیده از جنگل، در اول آوریل ۱۹۴۲ تسلیم شدند.

### تغییر جریان (ژوئن ۱۹۴۲)
استراتژیست‌های نظامی ژاپنی از اختلاف نامطلوب بین ظرفیت صنعتی امپراتوری ژاپن و ایالات‌متحده آگاه بودند. به همین دلیل آن‌ها استدلال می‌کردند که موفقیت ژاپنی‌ها وابسته به توانایی آن‌ها برای گسترش مزیت استراتژیک به‌دست‌آمده در بندرگاه پرل هاربر با پیروزی‌های سریع و پی‌درپی استراتژیک است. فرماندهی ژاپنی استدلال می‌کرد که تنها نابودی قاطع ناوگان ایالات‌متحده در اقیانوس آرام و فتح پاسگاه‌های راه دور آمریکا باعث می‌شود که امپراتوری ژاپن تحت تأثیر قدرت صنعتی آمریکا قرار نگیرد. در آوریل ۱۹۴۲، ژاپن برای اولین بار در حمله دولیتل بمباران شد.

#### نبرد میدوی
در سال ۱۹۴۰ نیروی دریایی آمریکا کار بر روی یک پایگاه اصلی هوایی و زیردریایی را در جزایر میدوی آغاز کرد. ژاپن تشخیص داده بود که کنترل جزیره مرجانی برای برنامه‌هایش در مرکز اقیانوس آرام بسیار مهم است. اگر ژاپن می‌توانست جزایر را تصرف کند، آنگاه حضور نظامی آمریکا در هاوایی، در فاصله ۱۷۷۰ کیلومتری جنوب شرقی، می‌توانست به‌طور جدی تهدید شود. علاوه بر این، خطوط تدارکات بین آمریکا و استرالیا نیز ممکن بود قطع شود و در نتیجه با فلج شدن تلاش جنگی متفقین، جنوب غربی اقیانوس آرام برای فتح در دسترس ژاپنی‌ها قرار گیرد.
در ماه مه سال ۱۹۴۲، ژاپن، علی‌رغم برتری عددی که داشت، در شکست دادن قاطع متفقین در نبرد دریای مرجان ناموفق بود و این موضوع برابر بود با شکست استراتژیک امپراتوری ژاپن. در پی این ناکامی، ژاپن در نبرد میدوی در ژوئن ۱۹۴۲ چهار ناوگان خود را از دست داد که اولین شکست قاطع برای نیروی دریایی امپراتوری ژاپن را رقم زد. این رویداد، نقطه عطف جنگ بود زیرا نیروی دریایی ژاپن قابلیت‌های استراتژیک تهاجمی خود را از دست داد و هرگز موفق نشد آن را بازسازی کند.

#### نبرد گوادالکانال
نیروهای زمینی  استرالیایی در سپتامبر ۱۹۴۲ در نبرد خلیج میلنه تفنگداران ژاپنی را در گینه نو شکست دادند. این رویداد، اولین شکست زمینی بود که ژاپنی‌ها در اقیانوس آرام متحمل شدند. یک ماه پس از شکست ژاپن در میدوی، نیروی دریایی شروع به ساخت یک پروازگاه (فرودگاه) در سواحل شمالی جزیره گوادالکانال کرد که بعدها هندرسون فیلد نام گرفت. ژاپن قصد داشت در این جزیره یک پایگاه نظامی بسازد و مسیر رفت و آمد آمریکا و استرالیا را قطع کند. این پروازگاه در ماه پنجم ماه اوت سال ۱۹۴۲ کامل شد اما درست دو روز بعد، آمریکا ۲۰٬۰۰۰ نیرو را دو جزیره نزدیک به گوادالکانال، جزایر فلوریدا و تولاگی پیاده کرد. پس از گذشت ۶ ماه از این حمله برآورد می‌شود که در حدود ۲۰٬۰۰۰ سرباز ژاپنی در این نبرد کشته شده و ۱۵٬۰۰۰ نفر بر اثر گرسنگی و بیماری جان خود را از دست داده باشند.
پیروزی‌های بیشتر متفقین در لشکرکشی گوادال‌کانال در سپتامبر ۱۹۴۲، و گینه نو در سال ۱۹۴۳ امپراتوری ژاپن را برای زمان باقی مانده از جنگ در حالت دفاعی قرار داد، با عقب‌نشینی ژاپن از گوادال‌کانال، به دلیل غرق شدن تعداد زیادی شناور حمل و نقل، ذخایر نفتی ژاپن که از قبل محدود شده بود از بین رفت.
کشته شدن یاماموتو ایسوروکو

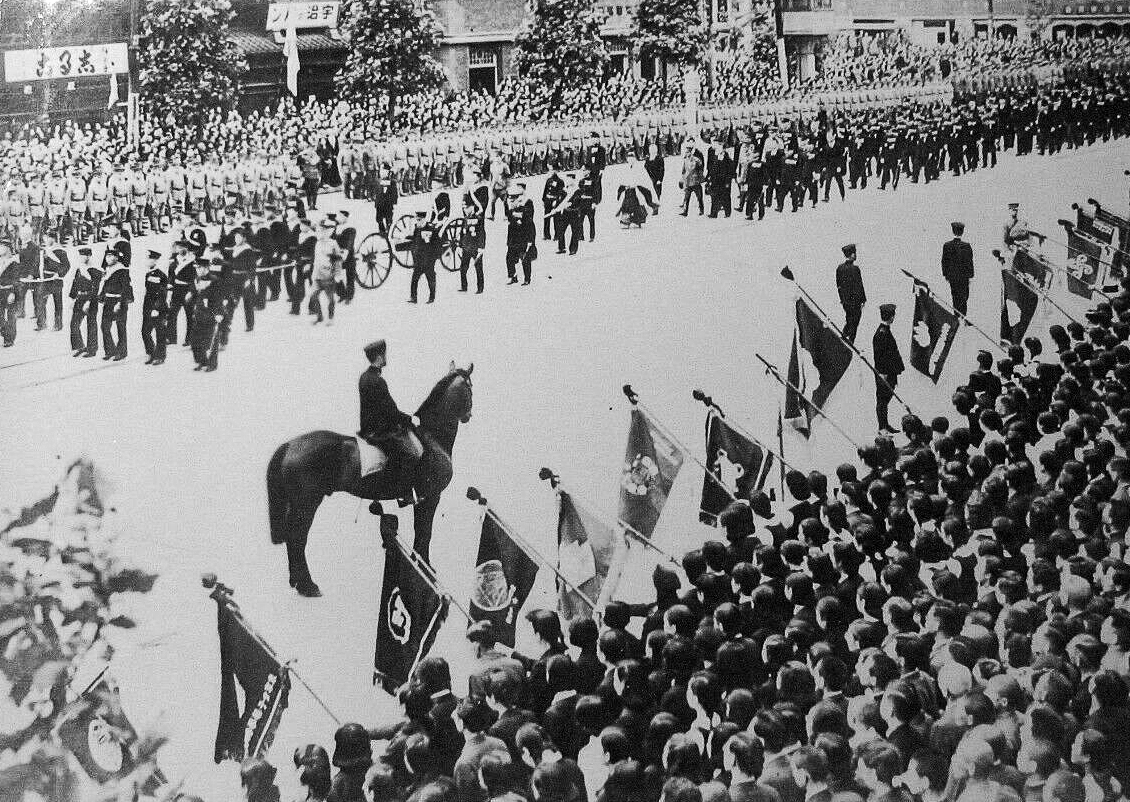
مراسم تشییع جنازه برای دریابد یاماموتو ایسوروکو، در روز شنبه، ۵ ژوئن ۱۹۴۳. خاکسترهای یاماموتو در کنار دریاسالار توگو (قهرمان جنگ روسیه و ژاپن در سال ۱۹۰۴–۱۹۰۵) در قبرستان روستای تاما، نزدیک توکیو قرار گرفت.

یاماموتو ایسوروکو، فرمانده کل ناوگان ترکیبی، پس از شکست در نبرد میدوی، خیلی زود فرماندهی حمله هوایی را در کارزار جزایر سلیمان را برعهده گرفت. وی با اشاره به اهمیت استراتژیک گوادالکانال، متوجه شد که ایجاد پایگاه آمریکایی در آنجا سلطه ژاپن را بر اقیانوس آرام جنوبی را به چالش می‌کشد. پس از ۵ ماه تلاش‌های بسیار، او متوجه شد که نمی‌تواند آمریکایی‌ها را از جزایر سلیمان خارج کند. پس از شکست در نبرد و خروج ژاپنی‌ها از گوادالکانال در تلاش برای ایجاد روحیه، یاماموتو تصمیم گرفت سفرهای بازرسی را در سراسر اقیانوس آرام جنوبی انجام دهد.
در آوریل ۱۹۴۳، اطلاعات آمریکا گزارش‌های تور یاماموتو را توسط ماجیک رهگیری کرد. هجده هواپیمای آمریکایی منتظر اولین تلاش در تاریخ بودند تا در کمین یک فرمانده کل قوا دشمن در هوا باشند. در روز هجدهم آوریل، هواپیمای میتسوبیشی جی۴ام او، توسط یک پی-۳۸ آمریکایی، در جنوب جزیره بوگنویل در قلمروی گینه نو ساقط شد. در تاریخ ۵ ژوئن، خاکستر دریاسالار در توکیو در مراسمی مورد احترام قرار گرفت، انجام این ادای احترام در این ابعاد فقط یک بار پیش از این در تاریخ ژاپن - دقیقاً در همان روز در سال ۱۹۳۴ نسبت به دریاسالار توگو انجام شده بود.

### پیشروی متفقین به سمت ژاپن (۱۹۴۵–۱۹۴۲)
طی سال‌های ۱۹۴۳ و ۱۹۴۴، نیروهای متفقین با پشتوانه توان صنعتی و منابع عظیم خام آمریکا، پیوسته به سمت ژاپن پیشروی کردند. ارتش ششم ایالات متحده به رهبری داگلاس مک‌آرتور، در ۲۰ اکتبر ۱۹۴۴ در لیته (یکی از استان‌های کشور فیلیپین) پیاده شد. در ماه‌های بعدی، در طی لشکرکشی فیلیپین (۴۵–۱۹۴۲)، نیروهای تلفیقی آمریکا، همراه با واحدهای چریکی بومی، فیلیپین را از کنترل ژاپن خارج کردند.

#### نبرد ایووجیما

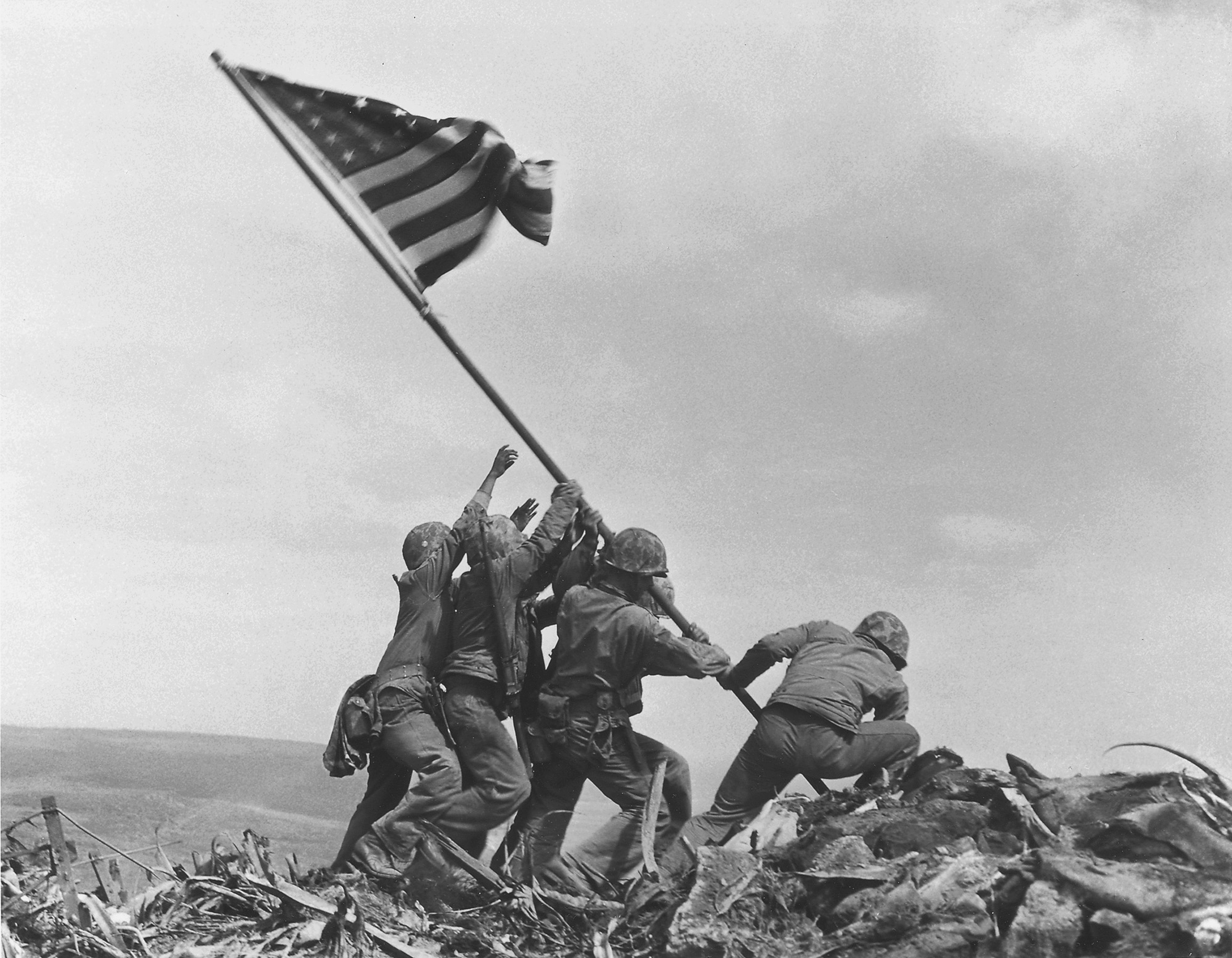
عکس برافراشتن پرچم در ایوو جیما توسط جو رزنتال عکاس آسوشیتد پرس

در اوایل سال ۱۹۴۵، تفنگداران آمریکا کنترل جزایر اوگاساوارا را در چندین نبرد سخت مانند نبرد  ایووجیما به دست گرفتند که آغاز سقوط جزایر ژاپن بود. در فوریه ۱۹۴۵، نیروهای نظامی آمریکایی متشکل از حدود ۷۰٬۰۰۰ تفنگدار دریایی به ایووجیما حمله کردند.  ایووجیما یک جزیره کوچک آتشفشانی ۵۲۲ مایلی در جنوب توکیو است که بیش از ۲۳٬۰۰۰ ژاپنی از آن دفاع می‌کردند. اطلاعات آمریکا انتظار داشت که جزیره طی ۵ روز سقوط کند. در عوض، این نبرد هفت برابر بیشتر طول کشید. از ۱۹ فوریه تا ۲۶ مارس - ۶٬۸۰۰ سرباز آمریکایی کشته و نزدیک به ۲۰٬۰۰۰ نفر زخمی شدند.‏ در طرف مقابل و از نیروهای ژاپنی، به غیر از ۲۱۰ نفر ژاپنی که اسیر شدند، مابقی نفرات تماماً کشته شدند.

#### نبرد اوکیناوا
نبرد اوکیناوا بزرگ‌ترین عملیات آبی خاکی انجام شده در جنگ اقیانوس آرام در جنگ جهانی دوم بود که از اواخر مارس تا ژوئن ۱۹۴۵ به مدت ۸۲ روز ادامه داشت. در ۲۶ مارس ۱۹۴۵ آمریکا در غرب ناها در اوکیناوا نیرو پیاده کرد. به دنبال آن در روز اول آوریل نیز از طرف ساحل جزیره اوکیناوا به این جزیره وارد شد. پس از حمله آمریکا ارتش ژاپن و مردم به طرف جنوب جزیره اوکیناوا گریختند. به علت فرار دست جمعی حدود ۳۰۰٬۰۰۰ نفر به طرف منطقهٔ کوچکی در این جزیره، هرج و مرج بزرگی بین فراریان به وجود آمد؛ از جمله خودکشی‌های دسته‌جمعی اوکیناوا که در نواحی مختلف به وقوع پیوست. در مدت سه ماه در جنگ شدیدی که درگرفت در حدود ۱۰۰٬۰۰۰ نفر از مردم کشته شدند همچنین کشته‌شدگان ارتش ژاپن نیز بالغ بر ۹۰٬۰۰۰ نفر بود که در این بین در حدود ۲۴٬۰۰۰ نفر از آنان اهالی استان اوکیناوا بودند. بدین ترتیب در آن زمان استان اوکیناوا در حدود یک چهارم جمعیت خود را از دست داد.
حملات کامیکازه
کامیکازه در اصل به بادی که به قدرت خدا می‌وزد، گفته می‌شود. در ژاپن، جایی که طوفان‌های زیادی وجود دارد، این باور وجود داشت که اگر از فضایل خدا پیروی نکنید، به وسیله وزیدن باد و طوفان مجازات خواهید شد. یک نمونه معمول از این عقیده در تاریخ ژاپن، نابودی دو کشتی جنگی مغول در حمله مغول به ژاپن (۱۲۷۴، ۱۲۸۱) در خلیج هاکاتا است. در پایان جنگ جهانی دوم، سرویس هوایی نیروی دریایی امپراتوری ژاپن بر اساس واقعیت تاریخی وزیدن طوفان در هنگام حمله مغول، یک سپاه حمله ویژه به نام «کامیکازه» تشکیل داد. پس از شکست نیروی دریایی ژاپن از ارتش آمریکا در نبرد دریای فیلیپین، در اکتبر سال ۱۹۴۴، سرلشکر اونیشی تاکیجیرو، فرمانده کل ناوگان هوایی یکم سپاهی ویژه کامیکازه یا «هواپیماهای انتحاری» را تشکیل داد. نخستین بار ۲۲ هواپیما به فرماندهی کاپیتان سکی یوکیو از ۲۱ تا ۲۵ اکتبر ۱۹۴۴ به ناوگان آمریکا در خلیج لیته در دریای فیلیپین هجوم آوردند. تا پایان جنگ، حدود ۲۴۰۰ هواپیما اعزام شده و ۲۵۲۰ نفر در عمل کشته شدند. در نتیجه، حدود ۲۰ کشتی جنگی غرق شدند و حدود ۲۰۰ کشتی آسیب دیدند. اگرچه میزان آسیب توسط کامیکازه از بمباران معمولی بیشتر بود، اما تعداد کشتی‌های غرق شده یا آسیب دیده تنها یک دهم تعداد هواپیمای شرکت کننده در این نوع عملیات بود.
حملات هوایی به ژاپن

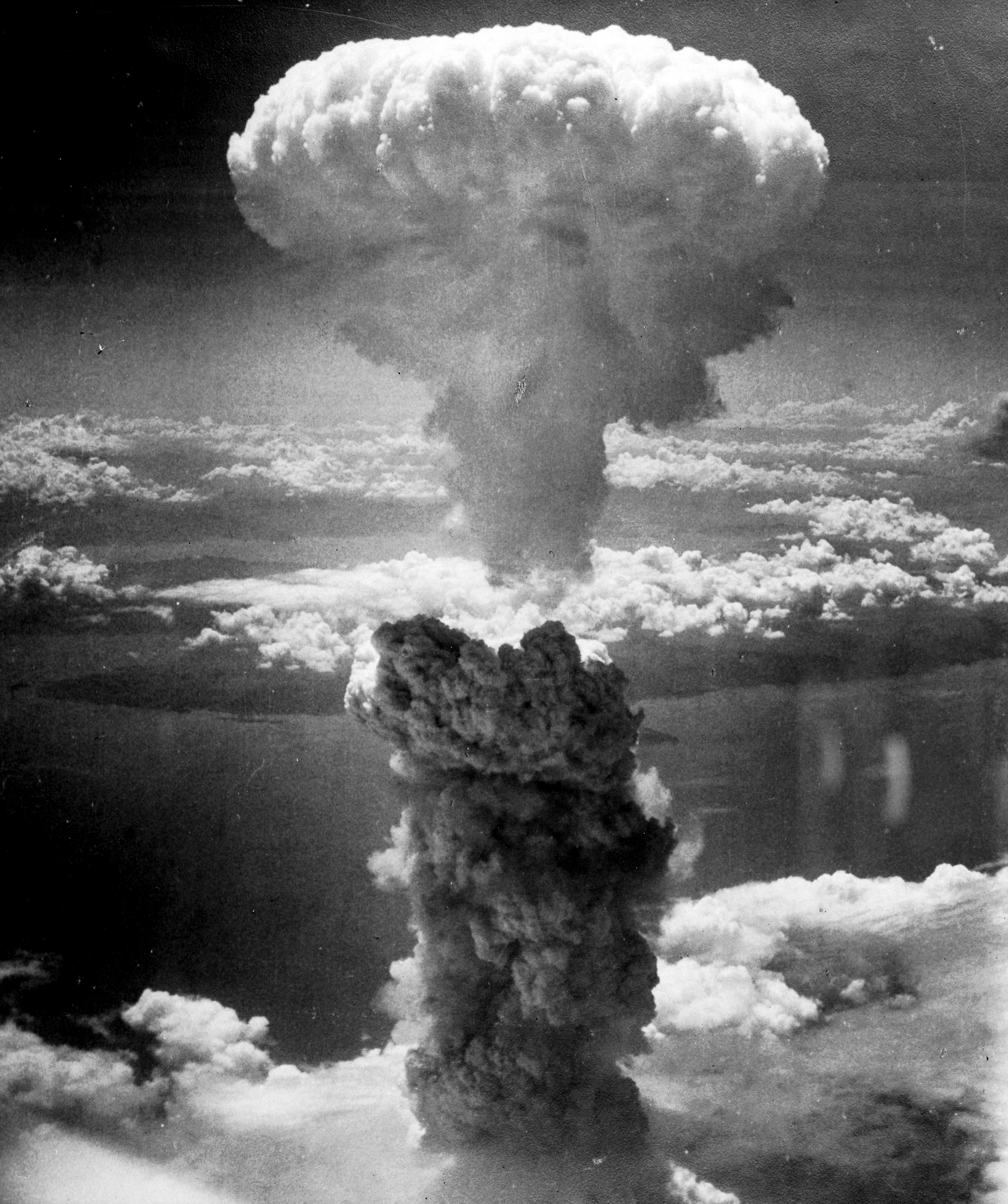
بمباران اتمی ناگاساکی در ۱۱ و دو دقیقهٔ ۹ اوت ۱۹۴۵ به وقت ژاپن

پس از تأمین امنیت فرودگاه‌ها در سایپن و گوام در تابستان ۱۹۴۴، نیروهای هوایی ارتش آمریکا یک عملیات بمباران راهبردی با استفاده از بمب آتش‌زا به عهده گرفتند. سوزاندن شهرهای ژاپن در تلاش برای نابود کردن صنعت ژاپن و تضعیف روحیه مردم این کشور بود. عملیات بمباران توکیو (۱۰ مارس ۱۹۴۵) در شب ۱۰–۹ مارس ۱۹۴۵، با هواپیماهای بی ۲۹، منجر به کشته شدن حدود ۸۳٬۷۹۳ نفر در توکیو شد. حدود ۵۰۰٬۰۰۰–۳۵۰٬۰۰۰ نفر از شهروندان در ۶۶ شهر دیگر ژاپن نیز به دلیل بمباران توسط بمباران آتش‌زا در ژاپن کشته شدند. همزمان با این حملات، حمل و نقل ساحلی ژاپن با عملیات مین‌گذاری گسترده توسط عملیات گرسنگی آمریکا به شدت مختل شد.
بمباران اتمی
ششم و نهم اوت ۱۹۴۵ بمب‌های هسته‌ای آمریکایی لیتل‌بوی (پسر کوچک) و فَت‌مَن (مرد چاق) شهرهای هیروشیما و ناگاساکی را ویران کردند. این بمباران‌های اتمی اولین و تنها سلاح‌های اینچنینی علیه ملت دیگری در جنگ بود. این دو بمب در عرض چند دقیقه تقریباً ۱۲۰٬۰۰۰ تا ۱۴۰٬۰۰۰ نفر را به کام مرگ کشاند و تعداد بسیاری مرگ نیز در نتیجه پرتو یونیزان در هفته‌ها، ماه‌ها و سال‌های بعدی رخ داد. در اثر این بمب‌ها تا پایان سال ۱۹۴۵ حدود ۱۴۰٬۰۰۰ نفر در هیروشیما و ۸۰٬۰۰۰ نفر در ناگاساکی کشته شدند.
هیباکوشا لقبی است که ژاپنی‌ها به بازماندگان این حملات داده‌اند. گرچه این افراد از جهنم بمباران اتمی زنده بیرون آمدند اما تبعات و زخم‌های عمیق آن را تا پایان عمر به همراه کشیدند.
آغاز جنگ شوروی با ژاپن
به رغم پیمان بی‌طرفی ژاپن و شوروی، در ماه فوریه ۱۹۴۵ در کنفرانس یالتا، ایالات‌متحده، بریتانیا، و اتحاد جماهیر شوروی موافقت کردند که شوروی ظرف سه ماه پس از شکست آلمان در اروپا وارد جنگ با ژاپن شود. جنگ روسیه-ژاپن در فاصله دو بمباران اتمی ژاپن در سحرگاه روز ۹ اوت آغاز شد. این جنگ منجر به اشغال منچوری و استان کارافوتو در جنوب جزیره ساخالین و تهدید واقعی حمله شوروی به جزایر اصلی ژاپن شد.

## تسلیم

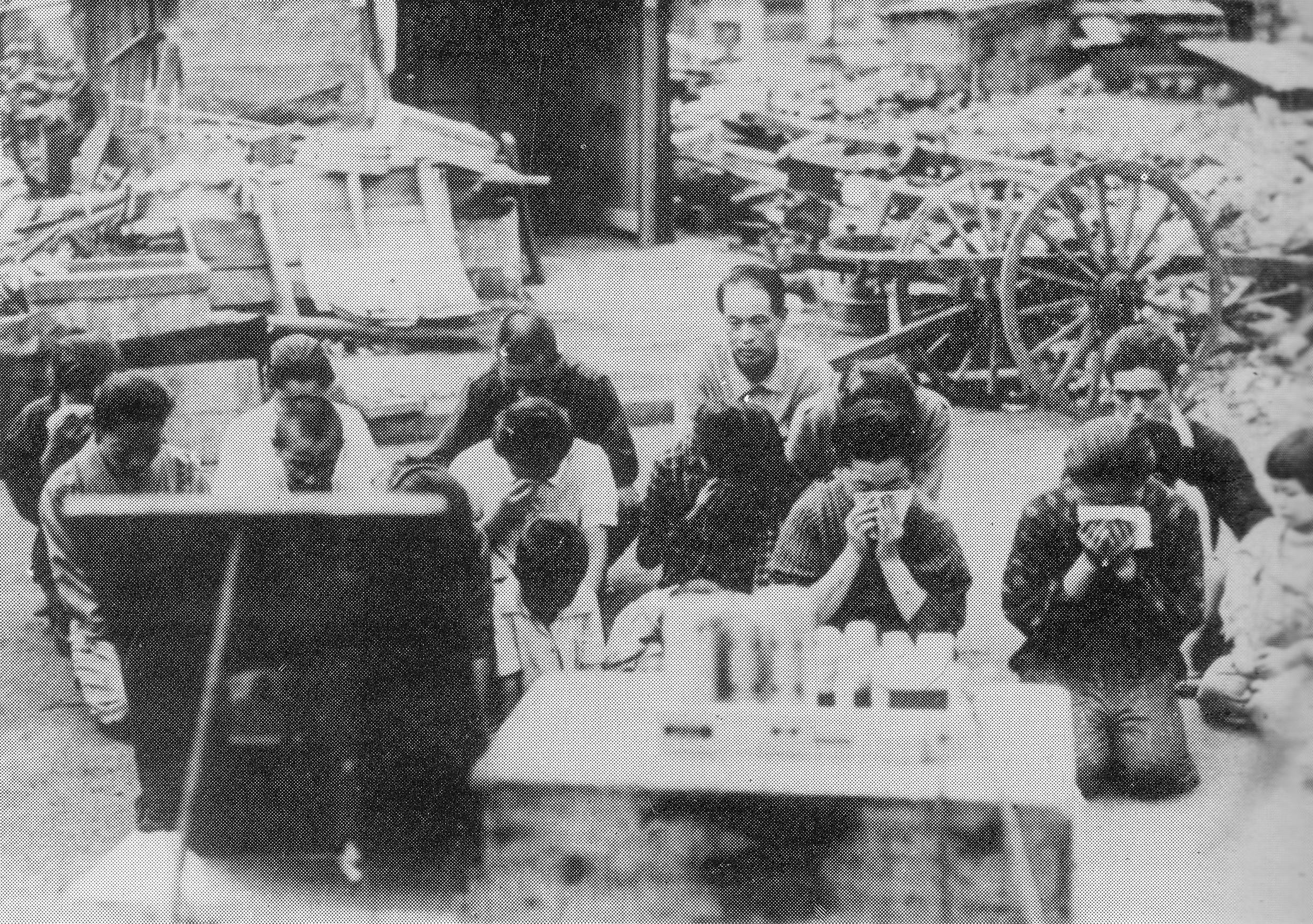
ژاپنی‌ها در ظهر ۱۵ اوت هنگام گوش دادن به اعلام تسلیم ژاپن توسط امپراتور هیروهیتو معروف به پخش صدای جواهر

اعلان پوتسدام با موکوساتسو (نادیده گرفتن) امپراتوری ژاپن همراه شد اما این کشور پس از بمباران اتمی هیروشیما و ناگاساکی و اعلام جنگ توسط اتحاد جماهیر شوروی، تسلیم شد و جنگ جهانی دوم را پایان داد. افراط‌گرایان نظامی تلاش کردند تا از پخش رادیویی اعلامیه تسلیم امپراتور به ملت جلوگیری کنند. تعدادی از افسران نظامی و ملی‌گراها که آبروی خود را ازدست‌رفته می‌پنداشتند، اقدام به خودکشی کردند اما اعتبار و اراده شخصی امپراتور باعث شد که نظم در کشور برقرار بماند. امپراتور هیروهیتو در یک سخنرانی رادیویی ملی در ظهر ۱۵ اوت، برای اولین بار با مردم عادی صحبت کرد که از آن زمان به بعد، به عنوان پخش صدای جواهر شناخته شده‌است. کیفیت ضبط چندان خوب نبود و امپراتور به زبان ژاپنی کلاسیک اعلام کرد که ژاپن پس از شکست‌های جنگی و بمباران‌های اتمی، درخواست متفقین را برای تسلیم بدون قید و شرط می‌پذیرد. در پی آن یک گوینده ان‌اچ‌کی با زبانی ساده‌تر به نحوی که برای مردم عادی قابل فهم باشد گفت که جنگ تمام شده و ژاپنی‌ها پیروز نشدند. متن در ۱۴ اوت ثبت شده بود. متعصبان ارتش، با شنیدن خبر ضبط صدای امپراتور، به کاخ حمله کردند تا نوارهای ضبط شده را از بین ببرند. گفته می‌شود وفاداران به امپراتور، آن را در یک سبد مخفی کردند و از قصر بیرون بردند. با این حال سه هفته طول کشید تا ژاپن رسماً قرارداد تسلیم را امضا کرد. در این توافق که در دوم سپتامبر بر عرشه ناو جنگی میزوری انجام گرفت و بیش از ۲۰ دقیقه طول نکشید، ژنرال مک آرتور که از سوی متفقین این تسلیم‌نامه را امضا می‌کرد در نطقی اظهار امیدواری کرد که دنیای آینده بدون جنگ و خونریزی باشد و کشورهای درگیر در جنگ جهانی دوم، غالب یا مغلوب، جنگ را پشت سر بگذارند و آن را به فراموشی بسپارند و زندگانی را از سر گیرند. رئیس‌جمهور آمریکا، هری ترومن ژنرال مک آرتور را به عنوان سرفرمانده نیروهای اشغال‌کننده ژاپن انتخاب کرد و او بر پایه همین فرمان، مسئول نظارت بر روند خلع سلاح نیروهای نظامی و انجام اصلاحات در این کشور نیز شد.
در آمریکا، دوم سپتامبر که که ژاپن به صورت رسمی سند تسلیم را امضا کرد، پایان جنگ دوم به‌شمار می‌رود. در اسناد تاریخی نیز دوم سپتامبر به‌طور رسمی روز پایان جنگ جهانی دوم به‌شمار می‌رود.

## دلایل تسلیم
مقالات اصلی: تسلیم ژاپن

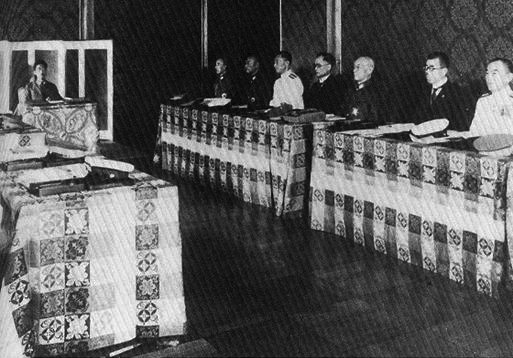
جلسه در حضور امپراتور، جلسه ۹ اوت ۱۹۴۵، پس از بمباران ناگاساکی در ساعت ۱۱:۰۲ صبح ۹ اوت انجام شد. در همان روز، شوروی نیز حمله خود را به منچوری که تحت تسلط ژاپن بود، آغاز کرده بود. این جلسه به بحث در مورد قبول یا رد اعلامیه پوتسدام اختصاص داشت.

ریچارد بی. فرانک مورخ نظامی آمریکایی، می‌نویسد، تسلیم ژاپن نیاز به دو مرحله جداگانه و به همان اندازه حیاتی داشت. اولاً، شخصی با اقتدار قانونی باید تصمیم سیاسی می‌گرفت که ژاپن تسلیم شود. دوم، نیروهای مسلح ژاپن باید از تسلیم شدن دولت تبعیت می‌کردند. تصمیم امپراتور برای دستور تسلیم ناشی از از دست دادن ایمان به پیروزی، بمباران اتمی و نگرانی از دورنمای شورش داخلی بود. اما این بدان معنا نبود که جنگ مطمئناً پایان خواهد یافت زیرا احتمال داشت نیروهای مسلح ژاپن حتی از دستور امپراتور نیز پیروی نکنند. سرانجام شش عضو شورای عالی هدایت جنگ برای جلسه در حضور امپراتور (جلسه ۹ اوت ۱۹۴۵) در واکنش به بمباران‌های اتمی جمع شدند. این شش نفر عبارت بودند از وزیر امور خارجه شیگه‌نوری توگو، نخست‌وزیر کانتارو سوزوکی و وزیر نیروی دریایی دریاسالار میتسوماسا یونای، ژنرال آنامی کوره‌چیکا، وزیر ارتش و ژنرال یوشیجیرو اومیزو، رئیس ستاد ارتش، و دریاسالار تویودا سوئه‌مو از نیروی دریایی همچنین نخست‌وزیر سابق کی‌ایچیرو هیرانوما رئیس شورای خصوصی نیز به اعضای فوق اضافه شد. این شخصیت‌های مهم نظامی و سیاسی پس از بحث و گفتگو و شنیدن دلایل امپراتور، در پایان این نشست تاریخی در مورد لزوم تسلیم با امپراتور موافقت کردند و بعداً تمامی افراد کابینه دولت تصمیم هیروهیتو را به سیاست دولت رسمی تبدیل کردند.
شاید نتوان تنها یک عامل را به عنوان دلیل قطعی تسلیم ژاپن برشمرد چرا که تاریخ‌پژوهان، عوامل متعددی را در این امر دخیل دانسته‌اند که برخی از آنها در زیر آمده است:

### بمباران اتمی
تصمیم رئیس‌جمهور آمریکا هری ترومن برای استفاده از بمب اتمی برای دهه‌ها محل بحث و مناقشه بوده‌است، اما تأثیر بمباران ناگاساکی بر تسلیم ژاپن تقریباً فوری بود. در ۱۰ اوت دولت ژاپن با صدور بیانیه‌ای موافقت کرد که تسلیم شود، با این شرط که موقعیت امپراتور به عنوان یک حاکم مستقل به چالش کشیده نخواهد شد. همچنین امپراتور هیروهیتو سنت عدم مداخله امپراتور در امور سیاسی را کنار گذاشت و حمایت خود از پذیرفتن شرایط اعلامیه پوتسدام را اعلام کرد.

### نابرابری تسلیحاتی
مورخ نظامی آمریکایی جفری وارو می‌نویسد، در سال اول جنگ، آمریکا ۴۰ درصد و ژاپن ۳۰ درصد آسیب به کشتی‌های خود را متحمل شدند. آمریکا به سرعت آن خسارات را جبران کرد و سپس ساخت کشتی را گسترش داد اما ژاپنی‌ها در کل در طول جنگ، هرگز حتی نتوانستند خسارات اولیه را جبران کنند. در سال ۱۹۴۳، تنها سه ناو هواپیمابر در ژاپنی در حال ساخت بودند، در حالی که ۲۲ ناوبر در ایالات متحده ساخته می‌شد. تولید هواپیمای ژاپنی تولید تنها ۲۰ درصد تولید آمریکا بود. در طول سال ۱۹۴۲، ایالات متحده ۴۹٬۰۰۰ هواپیما ساخت ژاپنی فقط ۹٬۰۰۰. در طول جنگ، آمریکایی‌ها ۳۲٬۵۰۰۰ هواپیمای جنگی ساختند ژاپنی فقط ۷۶٬۰۰۰. این آمار به تنهایی نشان‌دهندهٔ عدم تطابق تسلیحاتی و اقتصادی فاحش بین دو قدرت است.
جدول زیر ساخت تسلیحات را در دو کشور ژاپن و آمریکا بین سال‌های ۱۹۴۰–۱۹۴۴ نشان می‌دهد.
|        | هواگرد    | تانک      | تفنگ       | خمپاره    | توپ      |
| ------ | --------- | --------- | ---------- | --------- | -------- |
| ژاپن   | ۶۸٬۰۰۰    | ۴٬۰۰۰     | ۲٬۶۰۰٬۰۰۰  | ۷٬۶۲۸     | ۲۸٬۸۰۰   |
| آمریکا | ۲۹۰٬۰۰۰   | ۲۵٬۰۰۰    | ۱۷٬۰۰۰٬۰۰۰ | ۴٬۰۰۰٬۰۰۰ | ۳۰۰٬۰۰۰  |
| نسبت   | ۴٫۵ برابر | ۶٫۲ برابر | ۶٫۵ برابر  | ۵۲۴ برابر | ۱۰ برابر |

### حمله شوروی
در فوریه ۱۹۴۵، استالین با رهبران متفقین در یالتا ملاقات کرد و وعده داد که سه ماه پس از تسلیم آلمان، به ژاپن حمله کند. او به قول خود عمل کرد و نیروهای شوروی در ساعات نخستین ۹ اوت، قبل از بمباران اتمی ناگاساکی به منچوری حمله کردند تا جنگ شوروی و ژاپن آغاز شود. این رویداد، برای رهبران ژاپن که در ماه ژوئیه همان سال سعی داشتند شوروی را به عنوان میانجی در یک توافق صلح با متفقین درگیر کنند، یک شوک بود. مورخ ژاپنی هاسه‌گاوا تسویوشی، شواهدی را ارائه داده‌است که نشان می‌دهد جنگ اقیانوس آرام نه به دلیل بمباران اتمی بلکه به علت حمله شوروی به ژاپن پایان یافته‌است. ژنرال‌های ژاپنی در اواخر دهه ۱۹۳۰ در درگیری‌های مرزی منچوری، دو بار طعم شکست از شوروی را چشیده بودند و دریافته بودند که گشودن یک جبهه جدید به معنای مقاومت گسترده‌تر بی‌فایده است.

### محاصره دریایی ژاپن
بر اساس نوشته دانشنامه بریتانیکا، بازرسان پس از جنگ به این نتیجه رسیدند که بمب‌های اتمی و ورود شوروی به جنگ، اگرچه احتمالاً تسلیم ژاپن را تسریع کرده‌اند، اما هیچ‌یک در تصمیم‌گیری برای تسلیم نقش اساسی نداشتند. بر اساس این نظر، محاصره دریایی جزایر ژاپن با جلوگیری از بهره‌برداری از مستعمرات جدید ژاپن، پایین آمدن میزان تجارت و شکست اقتصادی را موجب شد که در پی آن متقاعد کردن رهبران ژاپن در ناامیدی از ادامه جنگ را به همراه داشته‌است. بمباران‌ها موجب آگاهی پیدا کردن مردم از شکست شد. تخریب نیروی دریایی و هوایی ژاپن جزایر خانگی را به خطر انداخت. در پایان جنگ، شهرهای ژاپن تخریب شد، ذخایر آن به پایان رسید و ظرفیت صنعتی آن از بین رفت. دولت بدون اعتبار و احترام شده بود. کمبود نگران‌کنندهٔ غذا و افزایش تورم آنچه را که از قدرت ملی باقی مانده بود را تهدید می‌کرد.

## دوره اشغال ژاپن
ژاپن از سال ۱۹۴۵ تا ۱۹۵۲ تحت اشغال نظامی متفقین بود. ژنرال آمریکایی داگلاس مک‌آرتور تا سال ۱۹۵۱ فرماندهی عالی نیروهای متفقین در ژاپن را بر عهده داشت. هر چند شورای متفقین در توکیو مشتمل بر آمریکا، اتحاد جماهیر شوروی، چین و کشورهای مشترک المنافع بود اما می‌توان آن را امری کاملاً آمریکایی در نظر آورد. ژاپن، برخلاف آلمان، مستقیماً توسط نیروهای خارجی اداره نمی‌شد و داگلاس مک‌آرتور با پشتیبانی تیم‌های «دولت نظامی» محلی ستاد عمومی بزرگی را در توکیو ایجاد کرده بود تا سیاست اشغال را پیش ببرد. در عوض، متفقین برای اجرای دستورالعمل‌های خود به دولت ژاپن و ارگان‌های آن، به ویژه بوروکراسی اداری، اعتماد کردند. این دوره به اشغال ژاپن مشهور است و طی آن، مک‌آرتور ژاپن را به سمت تغییر قانون اساسی و نظامی‌زدایی هدایت می‌کرد. اشغال متفقین با کمک اقتصادی و سیاسی، تا دهه ۱۹۵۰ نیز ادامه یافت. نیروهای متفقین به ژاپن دستور لغو قانون اساسی میجی و اجرای قانون اساسی ژاپن را دادند. سپس نام امپراتوری ژاپن در ۳ مه ۱۹۴۷ به ژاپن تغییر داده شد.

## پس از جنگ

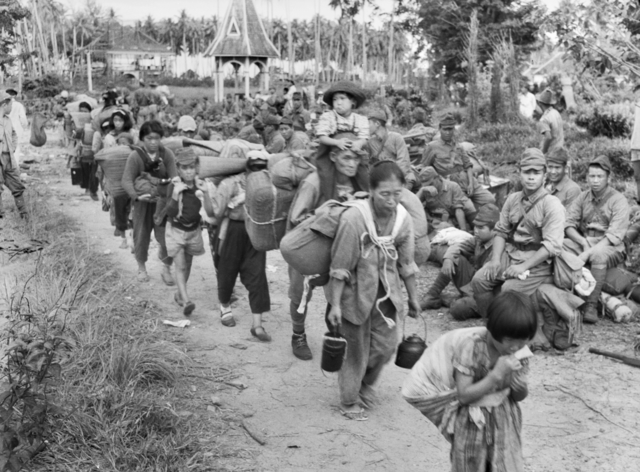
بازگشت ژاپنی‌ها از مالزی به ژاپن، پس از تسلیم شدن به نیروهای استرالیایی

جمعیت ژاپن در سال ۱۹۳۹، ۷۱٬۳۸۰٬۰۰۰ بود. تعداد کشته شدگان در ارتش ۲٬۳۰۰٬۰۰۰ نفر (شامل سربازان کره‌ای و تایوانی هم می‌شود که در آن زمان تبعه ژاپن به‌شمار می‌آمدند) برآورد می‌شود. تعداد کشته‌شدگان غیرنظامی ۵۰۰٬۰۰۰ نفر در داخل ژاپن و ۳۰۰٬۰۰۰ نفر غیرنظامی ژاپنی در خارج از آن برآورد می‌شود. در مجموع ۳٬۱۰۰٬۰۰۰ نفر و (۳٫۶۷ 〜 ۴٫۳۷ درصد از جمعیت ژاپن) در اثر جنگ جهانی دوم کشته شدند.
قبل و در طی جنگ جهانی دوم میزان قابل توجهی از مهاجرت ژاپنی‌ها به سرزمین‌های خارج از کشور ژاپن به نواحی اشغال شده توسط امپراتوری ژاپن انجام شد، از جمله مهاجرت به کره، تایوان تحت حاکمیت ژاپن، مانچوکوئو و استان کارافوتو (نیمه جنوبی جزیره ساخالین). برخلاف مهاجران به قاره آمریکا، مردمان ژاپنی که به مستعمرات می‌رفتند، در بدو ورود، طبقه اجتماعی بالاتری از مردم بومی را اشغال می‌کردند.
در سال ۱۹۳۸، ۳۰۹٬۰۰۰ ژاپنی در تایوان زندگی می‌کردند. با پایان جنگ جهانی دوم، بیش از ۸۵۰٬۰۰۰ ژاپنی در کره (کشور) و بیش از ۲ میلیون نفر در چین زندگی می‌کردند که بیشترشان در مانچوکوئو کشاورز بودند. برنامه‌ ژاپنی‌ها این بود که ۵ میلیون شهرک‌نشین ژاپنی را در مانچوکوئو اسکان دهند.
پس از پایان جنگ جهانی دوم، تایوان ابتدا به چین باز پس داده شد. در چین، نیروهای ناسیونالیستی و کمونیستی در ژوئن ۱۹۴۶ جنگ داخلی را از سر گرفتند. نیروهای کمونیست پیروز شدند و جمهوری خلق چین را در سرزمین اصلی تأسیس کردند و نیروهای ناسیونالیست در سال ۱۹۴۹ به تایوان عقب‌نشینی کردند.
در پایان جنگ جهانی دوم، پرسنل نظامی و کارمندان غیرنظامی در خارج از ژاپن ۳٫۰۸ میلیون نفر و ۴۵۰ هزار نفر در نیروی دریایی شاغل بودند که در مجموع ۳٫۵۳ میلیون نفر بود. با احتساب ۳ میلیون نفر از مردم عادی، حدود ۶٫۶ میلیون نفر ژاپنی در خارج از کشور بودند که ۹ درصد جمعیت ژاپن را در آن زمان تشکیل می‌داد. قدرت‌های متفقین بیش از ۶ میلیون تبعه ژاپنی را از مستعمرات سراسر آسیا به کشور خود بازگرداندند. از طرف دیگر، برخی به‌طور غیرارادی در خارج از کشور باقی ماندند، مانند ژاپنیان باقی‌مانده در چین یا اسیران جنگی اسیر شده توسط ارتش سرخ که مجبور به کار در سیبری شدند.
پس از اشغال ژاپن آمریکا جزایر سابق ژاپن را در اقیانوس آرام غربی در اختیار گرفت، در حالی که شوروی‌ها ساخالین و جزایر کوریل را ضمیمه خاک خود کردند.
در سال ۱۹۴۶، امپراتور هیروهیتو برابری خود را با سایر انسان‌ها اعلام کرد و اظهار کرد که هیچ قدرت ماوراءالطبیعه‌ای ندارد و انسانی بیش نیست. قانون اساسی ژاپن پس از جنگ سلطنت را حفظ کرد اما امپراتور را فقط یک نماد دولت تعریف کرد و تمام قدرت سیاسی به نمایندگان منتخب رسید. برخلاف بسیاری از افراد برجسته امپراتوری ژاپن در جنگ، امپراتور هیروهیتو به عنوان یک جنایتکار جنگی متهم نشد، تا حدی به دلیل اینکه مقامات آمریکا ترس داشتند که این کار می‌تواند کار اشغال آنها را در ژاپن به هرج و مرج بکشاند. از سال ۱۹۴۵ تا ۱۹۵۱، امپراتور هیروهیتو در کشور گشت و گذار کرد و بر کارهای بازسازی نظارت داشت. اشغال آمریکا در سال ۱۹۵۲ پایان یافت، و پس از آن هیروهیتو بیشتر در پس زمینه خدمت کرد در حالی که ژاپن یک دوره رشد سریع اقتصادی را پشت سر گذاشت. او در ۷ ژانویه ۱۹۸۹ درگذشت و نزدیک به ۶۴ سال از عمرش را بر تخت سلطنت گذراند.
در سال ۱۹۴۷، قانون اساسی جدید به مرحلهٔ اجرا گذاشته شد و ملت ژاپن طبق این قانون متعهد شد که از صلح و نظام دمکراتیک پشتیبانی کند. در همان سال ژاپن از سلطهٔ مستقیم آمریکا آمریکا خارج شد.

### استعمارزدایی
اهداف جنگی ژاپن ایجاد «نظم جدید در آسیای شرقی» بود که بر اساس مفهوم «برابری» بنا شده بود که ژاپن را در مرکز یک بلوک اقتصادی متشکل از منچوری، کره و شمال چین قرار می‌داد که از مواد اولیه کشورهای استعمار شده و ثروتمند جنوب شرقی آسیا استفاده می‌نمود. در حالی که ژاپن با کوتاه کردن دست حاکمان غربی پیشین این نواحی، دست دوستی و اتحاد به طرف آن‌ها دراز می‌کرد اما در عمل «شرق آسیا برای آسیا»، شعار این کارزار، به معنای «آسیای شرقی برای ژاپن» بود.
پس از جنگ جهانی دوم، جنبش‌های قومی و استقلال استعماری در سراسر جهان به ویژه در آسیای جنوب شرقی رخ داد و کشورها یکی پس از دیگری استقلال خود را اعلام کردند. استعمارزدایی تا حدی به این دلیل بود که قدرت‌های استعماری بریتانیای کبیر، فرانسه و هلند قدرت خود را از دست داده بودند، اما همچنین نفوذ ژاپن در طول جنگ نیز به عنوان عامل استعمارزدایی در نظر گرفته می‌شود. پس از شروع جنگ، ژاپن ایجاد حوزه رفاه مشترک آسیای شرقی بزرگ را به عنوان هدف همزیستی و رفاه مشترک میان آسیایی‌ها مطرح کرد. در سال ۱۹۴۳، ژاپن استقلال برمه (میانمار کنونی) و فیلیپین را به رسمیت شناخت و دولت موقت هند آزاد را به رهبری سبهاش چندر بوس تأیید کرد. در نوامبر همان سال، علاوه بر این مناطق، نمایندگانی از تایلند، مانچوکوئو و برخی کشورهای دیگر در توکیو گرد هم آمدند تا کنفرانس آسیای شرقی بزرگ را برگزار کنند و در آنجا طی اعلامیه‌ای خواستار خروج از حاکمیت استعماری توسط غرب و لغو تبعیض نژادی کشورهای غربی شدند. حمایت ژاپن از استقلال کشورهای مستعمره در ابتدا با استقبال محلی مواجه شد. با این حال، ژاپن ادامه جنگ را بیش از هر چیز در اولویت قرار داد، یک اداره نظامی در سرزمین‌های اشغالی ایجاد کرد و شروع به تهیه نفت و سایر منابع از این کشورها کرد. با بدتر شدن وضعیت جنگ، ارتش ژاپن نسبت به کشورهای جنوب شرقی آسیا برخوردی متکبرانه در پیش گرفت. در پاسخ مردم سرزمین‌های اشغالی نیز در برابر حکومت ژاپن مقاومت را آغاز کردند و نیروهای ضد ژاپنی را سازماندهی کردند.
پس از پیروزی متفقین در جنگ، قدرت‌های استعماری غربی با اعتراضات شدید بی‌سابقه و تحرکات استقلال‌طلبانه ساکنان محلی در آسیای جنوب شرقی مواجه شدند.

#### اندونزی
بلافاصله پس از تسلیم ژاپن، ، در ۱۷ اوت ۱۹۴۵ احمد سوکارنو، استقلال اندونزی را اعلام کرد.اما ارتش هلند استقلال اندونزی را به رسمیت نشناخت و جنگ استقلال اندونزی آغاز شد. اگرچه ارتش هلند توانست برتری خود را از نظر نظامی حفظ کند، اما در برابر فشار جامعه جهانی تسلیم شد و هند شرقی هلند در سال ۱۹۴۹ به عنوان «اندونزی» مستقل شد. پس از جنگ، هلند موقعیت خود را به عنوان یک قدرت عمده استعماری از دست داد. دولت ژاپن از جنگ استقلال اندونزی حمایت نکرد زیرا متفقین به ارتشیان شکست خورده ژاپنی دستور منع کمک به استقلال‌طلبان را داده بودند با این وجود برخی از سربازان باقیمانده ژاپنی به دلایل گوناگون با استقلال‌طلبان همراه شدند و با نیروهای هلندی و انگلیسی جنگیدند. باید توجه داشت که این موضع رسمی ژاپن نبود برعکس مقامات نظامی با آنان به مشابه «فراری» رفتار می‌کردند و بازیابی آبروی آن‌ها مدت زیادی طول کشید.

#### ویتنام
پس از انقلاب آگوست (اوت ۱۹۴۵) در هندوچین فرانسه، کمونیست انقلابی هو شی مین، رهبر جبهه ویت مین، در ۲ سپتامبر ۱۹۴۵ اعلام استقلال ویتنام را از فرانسه اعلام کرد. پس از ۱۵ اوت، ارتش ژاپن در حال آماده باش برای تسلیم شدن در هندوچین فرانسه (ویتنام) بود، اما برخی از واحدها و سربازان سلاح‌های خود را به ویت مین تحویل دادند، به صورت انفرادی به آنها پیوستند. در حدود ۶۰۰ نفر سربازهای باقیمانده ژاپنی برای استقلال ویتنام در جنگ اول هندوچین (جنگ مقاومت ضد فرانسه) شرکت داشتند. آنها به ارتش ویت مین آموزش نظامی می‌دادند و در کنار آنها می‌جنگیدند.

#### هند
با آغاز جنگ اقیانوس آرام و ارتش ژاپن حمله نظامی تمام عیار به جنوب شرقی آسیا را آغاز کردند، هند بیم آن را داشت که ارتش ژاپن ممکن است از طریق برمه به هند حمله کنند. در واقع ژاپن نه برنامه ای برای تحت کنترل قرار دادن هند در طول جنگ اقیانوس آرام داشت و نه تصور می‌کرد که هند در حوزه رفاه مشترک شرق آسیای بزرگ گنجانده شود با این حال، هنگامی که ارتش ژاپن تعداد زیادی از سربازان هندی عضو ارتش هند بریتانیا را در جریان سقوط سنگاپوربه اسارت گرفت، از آنها استفاده کرد و در ۳۱ دسامبر ۱۹۴۱ یک سازمان نظامی ضد بریتانیایی به نام ارتش ملی هند تشکیل داد و استقلال‌طلب هندی، سبهاش چندر بوس را که مخفیانه از آلمان به ژاپن عبور کرده بود، به عنوان فرمانده کل این واحد منصوب کرد. دلیل اینکه دولت ژاپن در آن زمان از جنبش استقلال‌طلبی هند سبهاش چندر بوس حمایت می‌کرد، در اصل جهت تضعیف شریک جنگی خود، انگلیسی‌ها بود. در ۲۱ اکتبر ۱۹۴۳ «دولت موقت هند آزاد» توسط سبهاش چندر بوس به عنوان رئیس آن تأسیس شد و دولت ژاپن دو روز بعد آن را به عنوان «دولت هند مستقل» به رسمیت شناخت. روز بعد، دولت موقت هند آزاد هم به آمریکا و هم به بریتانیای کبیر اعلام جنگ کرد و قالب مورد نظر دولت ژاپن را ایجاد کرد که در آن هندی‌ها به همراه ژاپن علیه آمریکا و بریتانیای کبیر مبارزه می‌کردند. بعدها با شروع شکست ژاپن، نفوذ سبهاش چندر بوس در هند کاهش یافت و خود او در ۱۸ اوت ۱۹۴۵ در یک تصادف درگذشت. اما پس از اینکه هند پس از جنگ از بریتانیا استقلال پیدا کرد، فعالیت‌های «ارتش ملی هند» که با حمایت ژاپن ایجاد شده بود، دوباره ارزیابی شد و اکنون به عنوان «کمک غیر مستقیم به استقلال هند» شناخته می‌شود.

#### برمه
مدت کوتاهی پس از حمله ژاپن به پرل هاربر، در ۲۸ دسامبر سال ۱۹۴۱ ارتش استقلال برمه توسط گروهی ملی‌گرایان برمه به نام سی رفیق و تحت نظارت نیروی زمینی امپراتوری ژاپن تشکیل شد. برمه با همکاری ارتش استقلال برمه در طول جنگ جهانی دوم تقریباً به‌طور کامل توسط ارتش امپراتوری ژاپن اشغال شد. بسیاری از برمه‌ای‌ها در مراحل اولیه جنگ در کنار ژاپن جنگیدند، اما پس از پیروزی ژاپن اگرچه برمه اسماً خودمختار بود، قدرت دولت برمه برای اعمال حاکمیت خود عمدتاً توسط توافقات زمان جنگ با ژاپن محدود شده بود. ارتش استقلال برمه سرکوب خود توسط ژاپنی‌ها را مبتنی بر تصورات برترپنداری می‌دانستند.ارتش استقلال برمه و بیشتر برمه‌ای‌ها در و در ۲۳ ژوئن ۱۹۴۵ رسماً به متفقین جنگ جهانی دوم پیوستند. یک دولت انتقالی تحت حمایت دولت بریتانیا در سال‌های پس از جنگ جهانی دوم تشکیل شد که در نهایت منجر به استقلال برمه در ژانویه ۱۹۴۸ شد.

#### کره
پس از پایان ۳۵ سال اشغال شبه‌جزیره کره توسط ژاپن، در سال ۱۹۴۸ کشور کره از ژاپن استقلال یافت. در اوت همان سال ایسونگمن ری که رئیس دولت در تبعید کره بود اولین رئیس‌جمهور کرهٔ جنوبی شد. کره بین سال‌های ۱۹۴۵ و ۱۹۴۸ از سوی اتحاد جماهیر شوروی در شمال و آمریکا در جنوب تقسیم و اشغال شد. جمهوری‌های جداگانه در سال ۱۹۴۸ و در دو طرف مدار ۳۸ درجه شمالی ظهور کردند و هر کدام ادعا می‌کردند که دولت مشروع تمام کره هستند که در نهایت به جنگ کره منجر شد. در پی این جنگ در سال ۱۹۵۰ کره به دو کشور کره شمالی و کره جنوبی تقسیم شد.

### مناقشات پیرامون زیارتگاه یاسوکونی

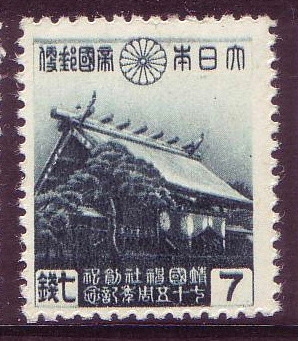
تمبر در سال ۱۹۴۴ که تصویر معبد یاسوکونی بر روی آن نقش بسته‌است. این معبد به کشته‌شدگان در راه امپراتور اختصاص دارد.

در زیارتگاه یاسوکونی به خاک سپرده شدن به معنای کامی شدن است. بدین ترتیب، اصل نهاد زیارتگاه یاسوکونی و تاریخچهٔ تأسیس آن با آداب شینتویی، ایدئولوژی شینتوی حکومتی و میلیتاریسم ژاپنی پیوند نزدیکی دارد. این موضوع از دو جنبه، موضوع مناقشه در ژاپن و نیز خارج از آن کشور شده‌است. اول اینکه همهٔ نیروهای نظامی که در طی سال‌های جنگ در خدمت به امپراتور ژاپن کشته شده‌اند، به آنجا تعلق دارند. عامل دوم پیچیدگی این است که در تفسیر رسمی دولت ژاپن عبارت کسانی که به خاطر امپراتور مرده‌اند، آمده‌است و کسانی را هم که به جنایات جنگی دست زده‌اند نیز شامل این عده می‌شوند. به عنوان مثال حتی کسانی که پس از تسلیم ژاپن در جنگ جهانی دوم به عنوان جنایتکار جنگی محاکمه و اعدام شده‌اند نیز در همین زیارتگاه دفن گردیده‌اند. این مطلب که ژاپنی‌ها چنین افرادی را کامی به حساب می‌آورند و اینکه نخست‌وزیر ژاپن از محلی که این افراد را چنین مرتبتی بخشیده‌است به‌طور رسمی بازدید به عمل می‌آورد. از طرفی دیگر از دید کسانی که در چین و شبه‌جزیره کره در خلال سال‌های جنگ قربانی تجاوز ژاپنی‌ها شدند، این معبد که برای گرامیداشت سربازان و فرماندهان ژاپنی بنا شده، یادآور دوران سرکوب و کشتار است.

## جرائم جنگی
مقالات اصلی: جنایات جنگی ژاپن، دادگاه توکیو، فهرست بیانیه‌های عذرخواهی جنگ توسط ژاپن
ارتش ژاپن قبل از جنگ جهانی دوم و در طی آن جنایات بسیاری علیه پرسنل غیرنظامی و نظامی انجام داده بود. حمله غافلگیرانه ارتش ژاپن به حمله به پرل هاربر در ۷ دسامبر ۱۹۴۱، قبل از اعلان جنگ و بدون هشدار، باعث کشته شدن ۲٬۴۰۳ نفر پرسنل نظامی و غیرنظامی بی‌طرف و ۱٬۲۴۷ نفر زخمی شده بود. در طی جنگ قتل‌عام‌ها، تجاوزها و غارت‌های گسترده‌ای علیه غیرنظامیان روی داد؛ از جمله قتل‌عام سوک چینگ و کشتار نانجینگ. همچنین مورخان معتقدند حداقل ۲۰۰ هزار زن جوان که به عنوان زنان آسایشگر شناخته می‌شوند در جنگ جهانی دوم مجبور به خدمت در فاحشه‌خانه‌های ارتش ژاپن شدند. با این حال، برخی از سیاستمداران محافظه کار ژاپنی میزان جنایات این کشور در زمان جنگ را زیر سؤال برده‌اند. آبه شینزو نخست‌وزیر سابق ژاپن در مورد به‌کارگیری زنان آسایشگر عنوان کرده‌است که هیچ مدرکی وجود ندارد که ثابت کند این زنان به اجبار ارتش ژاپن به چنین شغلی روی آورده‌اند.
نیروی زمینی امپراتوری ژاپن همچنین به اعدام و برخورد شدید با پرسنل نظامی متفقین و اسیران مبادرت می‌کرد. مورخ نیل فرگوسن، میزان مرگ و میر اسیران آمریکایی‌ها در اختیار ژاپنی‌ها را ۳۳٫۰٪ و اسیران انگلیس را ۲۴٫۸٪ برآورد کرده‌است. حداقل ۵ میلیون چینی در شمال چین توسط شورای توسعه شرق آسیا طی سال‌های ۱۹۳۵ تا ۱۹۴۱ برای کار در معادن و صنایع نظامی به بردگی گرفته شدند که این تعداد پس از ۱۹۴۲ به ۱۰ میلیون نفر رسید.
جنگ بیولوژیک توسط واحد ۷۳۱ بر روی اسیران جنگی و همچنین غیرنظامیان انجام می‌شد که شامل استفاده از سلاح‌های بیولوژیکی و شیمیایی مجاز توسط امپراتور شووا بود. طبق سمپوزیوم بین‌المللی ۲۰۰۲ در مورد جنایات جنگ باکتریولوژی، تعداد افراد کشته‌شده در خاور دور آسیا توسط جنگ میکروبی ژاپنی و آزمایش‌های انسانی حدود ۵۸۰٬۰۰۰ نفر تخمین زده می‌شود. اعضای واحد ۷۳۱، از جمله سرلشکر شیرو ایشی، در ازای داده‌های مربوط به جنگ میکروبی بر اساس آزمایش بر روی انسان، از ژنرال داگلاس مک‌آرتور مصونیت دریافت کردند. این معامله در سال ۱۹۴۸ منعقد شد.ارتش امپراتور ژاپن اغلب از جنگ شیمیایی استفاده می‌کرد. با این حال، به دلیل ترس از تلافی، این سلاح‌ها هرگز علیه غربی‌ها به کار نرفتند، بلکه علیه دیگر آسیایی‌ها که با تبلیغات امپراتوری «پست» به‌شمار می‌رفتند استفاده می‌شدند. به عنوان مثال، امپراتور استفاده از گاز سمی را در ۳۷۵ مورد جداگانه در نبرد ووهان از اوت تا اکتبر ۱۹۳۸ مجاز دانست.
نیروی هوایی ژاپن مقادیر عظیمی از «بمب‌های سرامیک» را که پر از کک‌های آلوده به طاعون بود را در نانگبو، چین از هواپیما بر زمین ریخت. این حملات نهایتاً منجر به مرگ هزاران نفر شد.

### دادگاه توکیو
بسیاری از رهبران سیاسی و نظامی ژاپن در دادگاه توکیو و سایر دادگاه‌های متفقین در آسیا به جرم جنایات جنگی محکوم شدند. با این حال، داگلاس مک‌آرتور تمام اعضای خاندان امپراتوری ژاپن، از جمله خودِ امپراتور هیروهیتو را تحت پیگرد قانونی قرار نداد. دادستان در دادگاه توکیو باید سه چیز را ثابت می‌کرد: اینکه جنایت‌های جنگی سیستماتیک یا گسترده بودند. متهم می‌دانست که سربازان مرتکب جنایات می‌شوند و متهم قدرت یا اختیار داشت که جلوی جرایم را بگیرد. بیش از صد وکیل مدافع متهمان بودند که ۷۵ درصد آنها ژاپنی و ۲۵ درصد آمریکایی بودند. درپایان دادگاه هفت نفر به اعدام، شانزده نفر به حبس ابد و دو نفر به حبس خفیف، محکوم شدند و همچنین دو نفر در جریان محاکمه درگذشتند و یک نفر سلامت روانی خود را از دست داد. ژنرال دویهارا کنجی، رئیس سرویس‌های اطلاعاتی در مانچوکوئو، کوکی هیروتا، نخست‌وزیر (وزیر خارجه بعدی)، سیشیرو ایتاگاکی وزیر جنگ، هیتارو کیمورا، فرمانده ارتش منطقه برمه، آکیرا موتو، رئیس ارتش منطقه چهاردهم، هیدکی توجو، فرمانده ارتش کوانتونگ (نخست‌وزیر بعدی) و ژنرال ایوانه ماتسویی، فرمانده، نیروی اعزامی شانگهای و ارتش منطقه مرکزی چین نیز به اتهام جنایات جنگی، جنایت علیه بشریت و جنایت علیه صلح به اعدام با چوبه دار محکوم شدند و در ۲۳ دسامبر ۱۹۴۸ اعدام شدند.

## نخست‌وزیران
نخست‌وزیران ژاپن در طی جنگ جهانی دوم (۱۹۴۵–۱۹۳۷)
| ترتیب دولت و حزب                      | نخست‌وزیر | نخست‌وزیر                                                    | مدت وزارت      | مدت وزارت      |  |
| ترتیب دولت و حزب                      | پرتره | نام                                                         | اشتغال         | ترک پست        |  |
| ------------------------------------- | --- | ----------------------------------------------------------- | -------------- | -------------- |  |
|                                       | |                                                             |                |                |  |
| ارتشی ۳۱                              | | اوکادا کیسوکه 岡田 啓介 Okada Keisuke (۱۸۶۸–۱۹۵۲)           | ۸ ژوئیه ۱۹۳۴   | ۹ مارس ۱۹۳۶    |  |
| ارتشی ۳۱                              | اوکادا یکی از صداهای دموکراتیک و معتدل علیه افزایش قدرت نظام‌گرایان بود، و بنابراین هدف اصلی نیروهای افراطی قرار گرفت. در حادثه ۲۶ فوریه در سال ۱۹۳۶، دفتر کار او توسط افسران جوان ارتش مورد حمله قرار گرفت اما شورشیان به درستی او را شناسایی نکرده و منشی او ماتسوئو دنزو را به اشتباه به جای او ترور کردند. اوکادا در زمان حمله شورشیان در همان ساختمان پنهان شده بود. پس از این حادثه به علت شوک شدیدی که به او وارد آمده بود به همراه کابینه‌اش استعفا داد. | اوکادا کیسوکه 岡田 啓介 Okada Keisuke (۱۸۶۸–۱۹۵۲)           |                |                |  |
| بدون حزب ۳۲                           | | هیروتا کوکی 廣田 弘毅 Hirota Kōki (۱۸۷۸–۱۹۴۸)               | ۹ مارس ۱۹۳۶    | ۲ فوریه ۱۹۳۷   |  |
| بدون حزب ۳۲                           | هیروتا با بازگرداندن سیستمی که فقط افسران شاغل در ارتش می‌توانستند در پست‌های کابینه وزیر ارتش یا وزیر نیروی دریایی جای بگیرند، تلاش کرد که منجر به افزایش نفوذ ارتش در کابینه دولت شود. هیروتا در واقع باعث به وجود آمدن حق وتو بر سیاست‌های دولت توسط نظامیان شد به این ترتیب که با درخواست یک وزیر نظامی برای استعفا و امتناع از تعیین یک نظامی جدید به عنوان جانشین وی، نظامیان می‌توانستند باعث شود که اعضای کابینه دولت تکمیل نشود و یک دولت به میل آنان سقوط کند. کابینهٔ وی پس از جلسهٔ معروف به هاراکیری پرسش و پاسخ در مجلس امپراتوری استعفا کرد. پس از جنگ جهانی دوم، که به عنوان یک جنایتکار جنگی کلاس A محکوم شد، او توسط دادگاه نظامی بین‌المللی برای خاور دور به اعدام محکوم شد. | هیروتا کوکی 廣田 弘毅 Hirota Kōki (۱۸۷۸–۱۹۴۸)               |                |                |  |
| ارتشی ۳۳                              | | هایاشی سنجورو 林 銑十郞 Hayashi Senjūrō (۱۸۷۶–۱۹۴۳)         | ۲ فوریه ۱۹۳۷   | ۴ ژوئن ۱۹۳۷    |  |
| ارتشی ۳۳                              | کابینه وی وحدت دین و دولت را به عنوان سیاست اساسی دولت در پیش گرفت. هایاشی سعی کرد کابینه ای ایجاد کند که بالاتر از اختلافات جناحی احزاب سیاسی باشد. به همین منظور وی از اعضای کابینه خود خواست تا از روابط حزبی خود چشم‌پوشی کنند. سرانجام، پس از تنها چند ماه در کار، او پشتیبانی حکومت را پشت سر انجمن شووا، یک حزب تبلیغاتی قرار داد. وی دایت ملی (پارلمان) را منحل کرد و به امید تأسیس یک کشور تک حزبی، انتخابات عمومی را برگزار کرد. در انتخابات عمومی مشخص شد که وی طرفداران کمی دارد و مجبور به استعفا شد. | هایاشی سنجورو 林 銑十郞 Hayashi Senjūrō (۱۸۷۶–۱۹۴۳)         |                |                |  |
| بدون حزب ۳۴                           | | کونوئه فومیمارو 近衞 文麿 Konoe Fumimaro (۱۸۹۱–۱۹۴۵)        | ۴ ژوئن ۱۹۳۷    | ۵ ژانویه ۱۹۳۹  |  |
| بدون حزب ۳۴                           | از خاندان اشرافی فوجیوارا بود که سابقه‌ای ۱۳۰۰ ساله در ژاپن داشت. در سال ۱۹۳۷، اولین کابینه کونوئه را تشکیل داد. با حادثه پل مارکوپولو در ژوئیه همان سال، ژاپن وارد یک جنگ همه‌جانبه با چین شد. | کونوئه فومیمارو 近衞 文麿 Konoe Fumimaro (۱۸۹۱–۱۹۴۵)        |                |                |  |
| بدون حزب ۳۵                           | | هیرانوما کی‌ایچیرو 平沼 騏一郞 Hiranuma Kiichirō (۱۸۶۷–۱۹۵۲) | ۵ ژانویه ۱۹۳۹  | ۳۰ اوت ۱۹۳۹    |  |
| بدون حزب ۳۵                           | در دوران نخست‌وزیری او در مورد اینکه ژاپن برای خنثی کردن تهدید اتحاد جماهیر شوروی باید با آلمان نازی متحد شود یا نه بسیار بحث شد. هیرانوما می‌خواست یک پیمان ضد کمونیستی داشته باشد، اما از این نگران بود که این اتحاد نظامی، ژاپن را به جنگ علیه آمریکا و انگلیس در زمانی که نیروهای ژاپنی درگیر جنگ دوم چین و ژاپن بودند، متعهد کند. کابینه هیرانوما به دلیل شکست شدید ارتش ژاپن در برابر شوروی در نبرد خالخین گل استعفا داد. پس از جنگ جهانی دوم، وی به عنوان یک جنایتکار جنگی کلاس A به حبس ابد محکوم شد. | هیرانوما کی‌ایچیرو 平沼 騏一郞 Hiranuma Kiichirō (۱۸۶۷–۱۹۵۲) |                |                |  |
| ارتشی ۳۶                              | | آبه نوبویوکی 阿部 信行 Abe Nobuyuki (۱۸۷۵–۱۹۵۳)             | ۳۰ اوت ۱۹۳۹    | ۱۶ ژانویه ۱۹۴۰ |  |
| ارتشی ۳۶                              | آبه سعی کرد هرچه سریعتر جنگ دوم چین را خاتمه دهد و بی‌طرفی ژاپن را در درگیری‌های رو به رشد اروپا حفظ کند. وی همچنین با تلاش عناصر درون ارتش برای ایجاد اتحاد سیاسی-نظامی با آلمان نازی و فاشیست‌های ایتالیا مخالف بود. در ژانویه ۱۹۴۰ به‌طور فزاینده ای حمایت نظامی یا احزاب سیاسی را از دست داد و پس از اندکی بیش از چهار ماه، هیئت دولت او دسته‌جمعی استعفا دادند. | آبه نوبویوکی 阿部 信行 Abe Nobuyuki (۱۸۷۵–۱۹۵۳)             |                |                |  |
| ارتشی ۳۷                              | | یونای میتسوماسا 米内 光政 Yonai Mitsumasa (۱۸۸۰–۱۹۴۸)       | ۱۶ ژانویه ۱۹۴۰ | ۲۲ ژوئیه ۱۹۴۰  |  |
| ارتشی ۳۷                              | وی به عنوان نخست‌وزیر، موضع محکم طرفداری از انگلیس و آمریکا را که قبلاً به عنوان وزیر نیروی دریایی داشت حفظ و ادامه داد و با بستن پیمان سه‌جانبه با آلمان نازی و پادشاهی ایتالیا به شدت مخالفت داشت. به دنبال پیروزی‌های آلمان، ارتش امپراتوری ژاپن نارضایتی خود را از سیاست ضد آلمانی یونای نشان داد. این اختلاف در اوایل ژوئیه ۱۹۴۰ آشکار شد، زیرا وزیر ارتش هاتا شونروکو شروع به انتقاد آشکار از نخست‌وزیر کرد. بر طبق قانون اساسی ژاپن وزیر ارتش باید در اختیار یک ژنرال فعال باشد. هنگامی که هاتا استعفا داد و هیچ ژنرالی دیگری این موقعیت را نپذیرفت، یونای نیز متعاقباً مجبور به استعفا شد. | یونای میتسوماسا 米内 光政 Yonai Mitsumasa (۱۸۸۰–۱۹۴۸)       |                |                |  |
| انجمن حمایت از قانون امپراتوری(۳۸–۳۹) | | کونوئه فومیمارو 近衞 文麿 Konoe Fumimaro (۱۸۹۱–۱۹۴۵)        | ۱۸ ژوئیه ۱۹۴۱  | ۱۸ اکتبر ۱۹۴۱  |  |
| انجمن حمایت از قانون امپراتوری(۳۸–۳۹) | در سال ۱۹۴۰، انجمن حمایت از قانون امپراتوری را تأسیس کرد و پیمان سه‌جانبه با آلمان و ایتالیا تحت کابینه او منعقد شد. آمریکا با مسدود کردن دارایی‌های ژاپن و تحریم نفت به اشغال شمال هندوچین واکنش نشان داد. ژاپنی‌ها اکنون با گزینه‌های خروج از هندوچین و احتمالاً چین یا تصرف منابع تولید نفت در هند شرقی هلند روبرو بودند. کونوئه مایل به عقب‌نشینی از شمال هندوچین بود، و همچینی به این امید که هرگونه امتیازی از طرف آمریکا موقعیت او را در برابر ارتش تقویت کند، به دنبال ملاقات شخصی با روزولت بود. اما وزارت امور خارجه آمریکا حاضر به موافقت با چنین جلسه‌ای بدون امتیاز قبلی ژاپن نشد. کونوئه که در مذاکرات خود با آمریکا شکست خورده بود، در اکتبر ۱۹۴۱ استعفا داد. کونوئه پس از اشغال ژاپن توسط آمریکا به دلیل سوءظن برای دست داشتن در جنایت جنگی متهم بود اما قبل از دستگیری با استفاده از پتاسیوم سیانید اقدام به خودکشی کرد. | کونوئه فومیمارو 近衞 文麿 Konoe Fumimaro (۱۸۹۱–۱۹۴۵)        |                |                |  |
| ارتشی ۴۰                              | | توجو هیدکی 東條 英機 Tōjō Hideki (۱۸۸۴–۱۹۴۸)                | ۱۸ اکتبر ۱۹۴۱  | ۲۲ ژوئیه ۱۹۴۴  |  |
| ارتشی ۴۰                              | توجو یک دیوان‌سالار سخت‌کوش و کارآمد و یکی از ستیزه‌جوی‌ترین نظامیان در رهبری ژاپن بود. وی پس از حمله به پایگاه نظامی آمریکا در پرل هاربر، ۷ دسامبر ۱۹۴۱، پیروزی‌های کاملی در سراسر جنوب شرقی آسیا و منطقه غرب اقیانوس آرام به دست آورد. پس از شکست‌های پیاپی ارتش ژاپن در اقیانوس آرام، توجو قدرت بالقوه استبدادی را به دست گرفت و در فوریه ۱۹۴۴، همزمان مسئولیت ریاست دفتر ستاد ارتش امپراتوری ژاپن را نیز بر عهده گرفت اما حمله موفقیت‌آمیز متفقین به جزایر ماریانا چنان دولت وی را تضعیف کرد که در ۱۶ ژوئیه ۱۹۴۴ از سمت ریاست ستاد ارتش برکنار شد و در ۱۸ ژوئیه او و کل کابینه‌اش استعفایشان را اعلام کردند. توجو پس از شکست در جنگ جهانی دوم، اقدام به خودکشی کرد اما این خودکشی منجر به مرگ وی نشد. او به عنوان یک جنایتکار جنگی کلاس A به اعدام با حلق‌آویز در دادگاه نظامی بین‌المللی شرق آسیا محکوم شد. | توجو هیدکی 東條 英機 Tōjō Hideki (۱۸۸۴–۱۹۴۸)                |                |                |  |
| ارتشی ۴۱                              | | کوایسو کونی‌آکی 小磯 國昭 Koiso Kuniaki (۱۸۸۰–۱۹۵۰)          | ۲۲ ژوئیه ۱۹۴۴  | ۷ آوریل ۱۹۴۵   |  |
| ارتشی ۴۱                              | استراتژی کوایسو برای پایان دادن به جنگ این بود که یک ضربه سخت علیه ارتش آمریکا در فیلیپین وارد کند و این کشور را به پای میز مذاکرات بکشاند. با اینکه این استراتژی پس از شکست‌های پیاپی ژاپن شکست خورده بود، کوایسو تفکر خود را تغییر نداد. در طول دوره باقی مانده از مسئولیت کوایسو، نیروهای ژاپنی همچنان متحمل شکست‌های سختی در همه جبهه‌ها به دست متفقین شدند. همچنین در زمان تصدی کوایسو، در ۱۰ نوامبر ۱۹۴۴، وانگ جینگ وی در اثر بیماری در بیمارستان ژاپنی در ناگویا درگذشت، وانگ جینگ وی با همکاری ژاپنی‌ها، رئیس رژیم جدیدی بود که بر مناطق تحت اشغال ژاپن در چین و مرکز آن نانجینگ را اداره می‌کرد. مرگ وانگ جینگ وی در واقع پایان دولت تازه سازمان یافته در شمال چین بود. مدتی، کوایسو به فکر صلح بود، اما نتوانست راه حلی پیدا کند که هم ارتش ژاپن و هم متفقین را راضی کند. کویسو که چاره‌ای جز ادامه جنگ نداشت، تلاش کرد تا قدرت خود را بر ارتش گسترش دهد. هنگامی که نیروهای آمریکایی به استان اوکیناوا حمله کردند، کوایسو استعفا داد. پس از جنگ جهانی دوم وی به عنوان یک جنایتکار جنگی کلاس A به حبس ابد در دادگاه نظامی بین‌المللی برای خاور دور محکوم شد، اما در حالی که در زندان بود به دلیل بیماری درگذشت. | کوایسو کونی‌آکی 小磯 國昭 Koiso Kuniaki (۱۸۸۰–۱۹۵۰)          |                |                |  |
| بدون حزب ۴۲                           | | سوزوکی کانتارو 鈴木 貫太郞 Suzuki Kantarō (۱۸۶۸–۱۹۴۸)       | ۷ آوریل ۱۹۴۵   | ۱۷ اوت         |  |
| بدون حزب ۴۲                           | سوزوکی در هفتاد و هفت سالگی به نخست‌وزیری منصوب شد. او در مذاکرات نهایی صلح با نیروهای متفقین در جنگ جهانی دوم مشارکت داشت و شرایط ژاپن را در ۹ اوت ۱۹۴۵ جلسه در حضور امپراتور در پناهگاه حمله هوایی برای امپراتور هیروهیتو تشریح کرد. تمایل او به صلح به شدت برخلاف تمایل جناح نظامی کابینه بود که خواستار ادامه جنگ به امید مذاکره صلح در شرایط مطلوب‌تر بودند. بخشی از این جناح نظامی در صبح ۱۵ اوت ۱۹۴۵ در حادثه کیوجو دو بار اقدام به ترور سوزوکی کردند اما موفق به آسیب زدن به او نشدند. پس از پذیرش بیانیه پوتسدام کابینه وی به‌طور دسته‌جمعی استعفا دادند. | سوزوکی کانتارو 鈴木 貫太郞 Suzuki Kantarō (۱۸۶۸–۱۹۴۸)       |                |                |  |

## آثار سینمایی
- چنگ برمه‌ای، (۱۹۵۶) موضوع فیلم دربارهٔ نیروهای ژاپنی در برمه پس از تسلیم ژاپن در پایان جنگ جهانی دوم است.[۱۷۲]
- پل رودخانه کوای، (۱۹۵۸) به دستور زندانبانان ژاپنی اسیران بریتانیایی یک پل حیاتی راه‌آهن را در کشور اشغال شده تایلند بر روی رودخانه کوای احداث می‌کنند، از طرفی دیگر کماندوهای متفقین مأمور می‌شوند که این پل را در یک ماجراجویی حماسی نابود کنند.[۱۷۳]
- آتش در دشت، (۱۹۵۹) این فیلم ژاپنی داستان یک سرباز ژاپنی به نام تامورا را دنبال می‌کند، که به همراه انبوهی از افراد دیگر در روزهای پایانی جنگ جهانی دوم در جنگل‌های فیلیپین بدون غذا گرفتار شده‌اند.[۱۷۴]
- طولانی‌ترین روز ژاپن، (۱۹۶۷)، موضوع اکثر حوادث فیلم در عرض ۲۴ ساعت، از ظهر ۱۴ اوت ۱۹۴۵، زمانی که امپراتور هیروهیتو تصمیم به تسلیم شدن به متفقین در جنگ جهانی دوم را گرفت تا ظهر ۱۵ اوت، ۱۹۴۵، هنگامی که پیام ضبط شده امپراتور، معروف به پخش صدای جواهر مبنی بر تسلیم برای مردم ژاپن پخش شد، می‌گذرد.[۱۷۵]
- تورا! تورا! تورا!، (۱۹۷۰) «تورا! تورا! تورا!» – اسم رمز ژاپنی است که در حمله ۷ دسامبر ۱۹۴۱ به پرل هاربر از آن استفاده شد. این فیلم ژاپنی بازخوانی چشمگیری از حمله به پرل هاربر است و جزئیات همه چیز در روزهای منتهی به آن لحظه تلخ را در تاریخ آمریکا بیان می‌کند.[۱۷۶]
- مدفن کرم‌های شب‌تاب، (۱۹۸۸) یکی از عمیق‌ترین و تاثیرگذارترین فیلم‌های انیمیشن تولیدشده توسط استودیو جیبلی است. داستان فیلم دربارهٔ برادر و خواهری است که از بمباران‌های ژاپن جان سالم به در برده‌اند اما بدون غذا، لباس و سرپناه تنها رها شده‌اند.[۱۷۷]
- خط باریک سرخ، (۱۹۸۸) یک فیلم فلسفی دربارهٔ درگیری بین آمریکا و نیروهای امپراتوری ژاپن در گوادال‌کانال در جزایر سلیمان در طی لشکرکشی گوادال‌کانال است.[۱۷۸]
- نامه‌هایی از ایوو جیما، (۲۰۰۶) نبرد ایوو جیما را از دید نیروهای ژاپنی در جنگ جهانی دوم روایت می‌کند.[۱۷۹]
- شکست‌ناپذیر، (۲۰۱۴) به کارگردانی آنجلینا جولی، داستان واقعی و باورنکردنی زندگی لوئیس زامپرینی، ورزشکار سابق المپیک را در چندین اردوگاه اسیران جنگی ژاپن روایت می‌کند.[۱۸۰]
- میدوی، (۲۰۱۹) این فیلم دربارهٔ نبرد میدوی، نقطه عطفی در جنگ اقیانوس آرام است.[۱۸۱]